# Llista de topònims de Bigues i Riells del Fai
Llista de topònims (noms propis de lloc) del municipi de Bigues i Riells del Fai, al Vallès Oriental
Informació actualitzada per un bot. Els canvis manuals es perdran quan s'actualitzi!

## antic assentament
| imatge | Nom                    | Ubicat a                | instància de      | Detalls | coordenades                                                       | Protecció | Commons (més fotos)    | Dades a WD                    |
| ------ | ---------------------- | ----------------------- | ----------------- | ------- | ----------------------------------------------------------------- | --------- | ---------------------- | ----------------------------- |
|        | Mont-ras               | Bigues i Riells del Fai | antic assentament |         | 41° 41′ 43″ N, 2° 14′ 06″ E / 41.69529722°N,2.23487611°E 500 msnm |           |                        | Modifica les dades a Wikidata |
|        | la Parròquia de Bigues | Bigues i Riells del Fai | antic assentament |         | 41° 40′ 43″ N, 2° 13′ 20″ E / 41.67852778°N,2.22211944°E          |           | La Parròquia de Bigues | Modifica les dades a Wikidata |

## assentament humà
| imatge | Nom                  | Ubicat a                | instància de     | Detalls                     | coordenades | Protecció | Commons (més fotos)    | Dades a WD                    |
| ------ | -------------------- | ----------------------- | ---------------- | --------------------------- | --- | --------- | ---------------------- | ----------------------------- |
|        | Bigues i Riells      | Bigues i Riells del Fai | assentament humà |                             | 41° 41′ 00″ N, 2° 14′ 00″ E / 41.68333°N,2.23333°E                                                                                         |           |                        | Modifica les dades a Wikidata |
|        | Can Pruna            | Bigues i Riells del Fai | assentament humà |                             | 41° 40′ 45″ N, 2° 12′ 37″ E / 41.67929444°N,2.210275°E                                                                                     |           |                        | Modifica les dades a Wikidata |
|        | Can Quintanes        | Bigues i Riells del Fai | assentament humà | Anomenat per: can Quintanes | 41° 42′ 06″ N, 2° 12′ 45″ E / 41.70156944°N,2.21247778°E                                                                                   |           | Can Quintanes (veïnat) | Modifica les dades a Wikidata |
|        | Mont Paradís         | Bigues i Riells del Fai | assentament humà |                             | 41° 40′ 24″ N, 2° 13′ 04″ E / 41.67329722°N,2.21767667°E                                                                                   |           | Mont Paradís           | Modifica les dades a Wikidata |
|        | Torres de la Madella | Bigues i Riells del Fai | assentament humà |                             | 41° 42′ 24″ N, 2° 11′ 28″ E / 41.70653056°N,2.19103056°E                                                                                   |           |                        | Modifica les dades a Wikidata |
|        | el Veïnat            | Bigues i Riells del Fai | assentament humà | 18th century                | 41° 40′ 48″ N, 2° 13′ 15″ E / 41.67997778°N,2.22071389°E ca:Camps sobre el torrent de Salt de Núvia, al final del camí del Veïnat 293 msnm |           | El Veïnat (Bigues)     | Modifica les dades a Wikidata |
|        | la Sagrera           | Bigues i Riells del Fai | assentament humà |                             | 41° 41′ 57″ N, 2° 11′ 55″ E / 41.69904167°N,2.19856667°E 315.6 msnm                                                                        |           |                        | Modifica les dades a Wikidata |
|        | la Vall Blanca       | Bigues i Riells del Fai | assentament humà |                             | 41° 42′ 15″ N, 2° 12′ 12″ E / 41.70410833°N,2.20343333°E                                                                                   |           | La Vall Blanca         | Modifica les dades a Wikidata |

## bosc
| imatge | Nom                        | Ubicat a                | instància de | Detalls | coordenades                                                            | Protecció | Commons (més fotos)   | Dades a WD                    |
| ------ | -------------------------- | ----------------------- | ------------ | ------- | ---------------------------------------------------------------------- | --------- | --------------------- | ----------------------------- |
|        | Bosc Gran (Riells del Fai) | Bigues i Riells del Fai | bosc         |         | 41° 41′ 33″ N, 2° 12′ 18″ E / 41.6924277778°N,2.20496111111°E          |           |                       | Modifica les dades a Wikidata |
|        | Bosc d'en Benet            | Bigues i Riells del Fai | bosc         |         | 41° 41′ 46″ N, 2° 12′ 46″ E / 41.6960055556°N,2.21279722222°E          |           |                       | Modifica les dades a Wikidata |
|        | Bosc de Can Castanyer      | Bigues i Riells del Fai | bosc         |         | 41° 41′ 29″ N, 2° 12′ 12″ E / 41.69135°N,2.20331388889°E               |           |                       | Modifica les dades a Wikidata |
|        | Bosc de Can Quintanes      | Bigues i Riells del Fai | bosc         |         | 41° 42′ 10″ N, 2° 12′ 52″ E / 41.7027288889°N,2.21438888889°E          |           | Bosc de Can Quintanes | Modifica les dades a Wikidata |
|        | Bosc de la Pineda          | Bigues i Riells del Fai | bosc         |         | 41° 42′ 05″ N, 2° 11′ 22″ E / 41.7014333333°N,2.18946111111°E          |           | Bosc de la Pineda     | Modifica les dades a Wikidata |
|        | Bosc del Viaplana          | Bigues i Riells del Fai | bosc         |         | 41° 41′ 51″ N, 2° 12′ 32″ E / 41.6976305556°N,2.20899444444°E 375 msnm |           |                       | Modifica les dades a Wikidata |

## camí
| imatge | Nom                         | Ubicat a                | instància de | Detalls        | coordenades                                       | Protecció | Commons (més fotos)                          | Dades a WD                    |
| ------ | --------------------------- | ----------------------- | ------------ | -------------- | ------------------------------------------------- | --------- | -------------------------------------------- | ----------------------------- |
|        | camí de Can Garriga         | Bigues i Riells del Fai | camí         | Llarg: 0.775km | 41° 40′ 59″ N, 2° 10′ 54″ E / 41.683°N,2.18179°E  |           |                                              | Modifica les dades a Wikidata |
|        | camí de Sant Miquel del Fai | Bigues i Riells del Fai | camí         | Llarg: 2.5km   | 41° 42′ 57″ N, 2° 11′ 28″ E / 41.7158°N,2.191°E   |           | Camí de Sant Miquel del Fai (Riells del Fai) | Modifica les dades a Wikidata |
|        | camí de Vallderrós          | Bigues i Riells del Fai | camí         | Llarg: 1km     | 41° 42′ 03″ N, 2° 11′ 59″ E / 41.7008°N,2.19968°E |           |                                              | Modifica les dades a Wikidata |
|        | camí de l'Alzina Rodona     | Bigues i Riells del Fai | camí         | Llarg: 0.4km   | 41° 42′ 16″ N, 2° 12′ 21″ E / 41.7044°N,2.20596°E |           |                                              | Modifica les dades a Wikidata |
|        | camí de la Coma             | Bigues i Riells del Fai | camí         | Llarg: 0.5km   | 41° 42′ 06″ N, 2° 11′ 55″ E / 41.7018°N,2.19872°E |           |                                              | Modifica les dades a Wikidata |
|        | camí de la Vall Blanca      | Bigues i Riells del Fai | camí         | Llarg: 0.4km   | 41° 42′ 03″ N, 2° 11′ 59″ E / 41.7008°N,2.19968°E |           |                                              | Modifica les dades a Wikidata |
|        | camí del Sot de Bellobir    | Bigues i Riells del Fai | camí         | Llarg: 2km     | 41° 41′ 57″ N, 2° 14′ 08″ E / 41.6991°N,2.23554°E |           |                                              | Modifica les dades a Wikidata |

## carretera
| imatge | Nom     | Ubicat a                                                       | instància de | Detalls | coordenades                                       | Protecció | Commons (més fotos) | Dades a WD                    |
| ------ | ------- | -------------------------------------------------------------- | ------------ | ------- | ------------------------------------------------- | --------- | ------------------- | ----------------------------- |
|        | BV-1435 | Lliçà d'Amunt Santa Eulàlia de Ronçana Bigues i Riells del Fai | carretera    |         | 41° 37′ 36″ N, 2° 14′ 05″ E / 41.6266°N,2.23469°E |           |                     | Modifica les dades a Wikidata |
|        | BV-1483 | Bigues i Riells del Fai                                        | carretera    |         | 41° 41′ 25″ N, 2° 12′ 02″ E / 41.6902°N,2.20048°E |           |                     | Modifica les dades a Wikidata |

## collada
| imatge | Nom                   | Ubicat a                                                      | instància de | Detalls | coordenades                                                         | Protecció | Commons (més fotos)   | Dades a WD                    |
| ------ | --------------------- | ------------------------------------------------------------- | ------------ | ------- | ------------------------------------------------------------------- | --------- | --------------------- | ----------------------------- |
|        | Coll Ventós (Bigues)  | Bigues i Riells del Fai                                       | collada      |         | 41° 41′ 16″ N, 2° 13′ 19″ E / 41.68784722°N,2.22195556°E 326 msnm   |           |                       | Modifica les dades a Wikidata |
|        | Collet de Can Canals  | Bigues i Riells del Fai                                       | collada      |         | 41° 41′ 42″ N, 2° 13′ 31″ E / 41.69489444°N,2.22522222°E 412.2 msnm |           |                       | Modifica les dades a Wikidata |
|        | collet de can Tripeta | Sant Quirze Safaja el Figaró-Montmany Bigues i Riells del Fai | collada      |         | 41° 42′ 21″ N, 2° 14′ 25″ E / 41.70577222°N,2.24024167°E 696 msnm   |           | Collet de can Tripeta | Modifica les dades a Wikidata |

## cova
| imatge | Nom                            | Ubicat a                | instància de | Detalls | coordenades                                                       | Protecció | Commons (més fotos)  | Dades a WD                    |
| ------ | ------------------------------ | ----------------------- | ------------ | ------- | ----------------------------------------------------------------- | --------- | -------------------- | ----------------------------- |
|        | cova de les Tosques            | Bigues i Riells del Fai | cova         |         | 41° 42′ 38″ N, 2° 11′ 11″ E / 41.7105°N,2.18628°E                 |           | Cova de les Tosques  | Modifica les dades a Wikidata |
|        | cova del Moro (Riells del Fai) | Bigues i Riells del Fai | cova         |         | 41° 42′ 27″ N, 2° 12′ 48″ E / 41.70761667°N,2.21334722°E 530 msnm |           |                      | Modifica les dades a Wikidata |
|        | coves de Sant Miquel           | Bigues i Riells del Fai | cova         |         | 41° 42′ 57″ N, 2° 11′ 23″ E / 41.71573611°N,2.18980833°E 370 msnm |           | Coves de Sant Miquel | Modifica les dades a Wikidata |

## curs d'aigua
| imatge | Nom                             | Ubicat a                                                           | instància de | Detalls                                                 | coordenades                                                                                               | Protecció | Commons (més fotos)               | Dades a WD                    |
| ------ | ------------------------------- | ------------------------------------------------------------------ | ------------ | ------------------------------------------------------- | --- | --------- | --------------------------------- | ----------------------------- |
|        | Xaragall de les Alzines         | Bigues i Riells del Fai                                            | curs d'aigua | Desemboca: torrent de la Torre Llarg: 2km               | 41° 40′ 39″ N, 2° 10′ 30″ E / 41.67763°N,2.174928°E 41° 40′ 25″ N, 2° 11′ 50″ E / 41.673586°N,2.197325°E  |           |                                   | Modifica les dades a Wikidata |
|        | el Rossinyol                    | Sant Quirze Safaja Sant Martí de Centelles Bigues i Riells del Fai | curs d'aigua | Desemboca: el Tenes Llarg: 4.5km                        | 41° 44′ 21″ N, 2° 11′ 39″ E / 41.739262°N,2.194283°E 41° 42′ 51″ N, 2° 11′ 22″ E / 41.714161°N,2.189422°E |           | El Rossinyol (Sant Quirze Safaja) | Modifica les dades a Wikidata |
|        | el Tenes                        | província de Barcelona Moianès Vallès Oriental                     | curs d'aigua | Desemboca: Besòs Llarg: 32.5km                          | 41° 44′ 53″ N, 2° 09′ 35″ E / 41.748152°N,2.15967°E 41° 32′ 28″ N, 2° 13′ 49″ E / 41.541249°N,2.230325°E  |           | El Tenes                          | Modifica les dades a Wikidata |
|        | torrent de Can Bonfadrí         | Bigues i Riells del Fai                                            | curs d'aigua | Desemboca: torrent de Can Bori Llarg: 0.8km             | 41° 41′ 43″ N, 2° 14′ 18″ E / 41.695198°N,2.238332°E 41° 41′ 37″ N, 2° 13′ 48″ E / 41.693738°N,2.230039°E |           |                                   | Modifica les dades a Wikidata |
|        | torrent de Can Bori             | Bigues i Riells del Fai                                            | curs d'aigua | Desemboca: torrent de la Font de la Guilla Llarg: 0.9km | 41° 41′ 37″ N, 2° 13′ 48″ E / 41.693738°N,2.230039°E 41° 41′ 21″ N, 2° 13′ 17″ E / 41.689294°N,2.221471°E |           |                                   | Modifica les dades a Wikidata |
|        | torrent de Can Canals           | Bigues i Riells del Fai                                            | curs d'aigua | Desemboca: torrent de la Font de la Guilla Llarg: 2km   | 41° 41′ 58″ N, 2° 13′ 27″ E / 41.699574°N,2.224278°E 41° 41′ 21″ N, 2° 13′ 00″ E / 41.689168°N,2.216629°E |           | Torrent de Can Canals             | Modifica les dades a Wikidata |
|        | torrent de Can Feliu            | Bigues i Riells del Fai                                            | curs d'aigua | Desemboca: el Tenes Llarg: 1km                          | 41° 40′ 50″ N, 2° 11′ 49″ E / 41.680428°N,2.196883°E 41° 40′ 45″ N, 2° 12′ 26″ E / 41.679127°N,2.20734°E  |           | Torrent de Can Feliu (Riells)     | Modifica les dades a Wikidata |
|        | torrent de Can Pagès            | Bigues i Riells del Fai                                            | curs d'aigua | Desemboca: torrent del Quirze Llarg: 1km                | 41° 42′ 05″ N, 2° 13′ 06″ E / 41.701515°N,2.21844°E 41° 41′ 31″ N, 2° 12′ 39″ E / 41.69206°N,2.210797°E   |           |                                   | Modifica les dades a Wikidata |
|        | torrent de Can Vedell           | Bigues i Riells del Fai                                            | curs d'aigua | Desemboca: el Tenes Llarg: 1km                          | 41° 40′ 48″ N, 2° 13′ 00″ E / 41.679943°N,2.216716°E 41° 40′ 21″ N, 2° 12′ 50″ E / 41.672376°N,2.213888°E |           | Torrent de Can Vedell             | Modifica les dades a Wikidata |
|        | torrent de Llòbrega             | Bigues i Riells del Fai Sant Quirze Safaja                         | curs d'aigua | Desemboca: el Tenes Llarg: 3.5km                        | 41° 42′ 29″ N, 2° 13′ 33″ E / 41.708021°N,2.225809°E 41° 41′ 52″ N, 2° 11′ 31″ E / 41.697705°N,2.192054°E |           | Torrent de Llòbrega               | Modifica les dades a Wikidata |
|        | torrent de l'Ullar              | Bigues i Riells del Fai Sant Quirze Safaja                         | curs d'aigua | Desemboca: torrent de Llòbrega Llarg: 2km               | 41° 43′ 12″ N, 2° 13′ 17″ E / 41.719926°N,2.221482°E 41° 42′ 23″ N, 2° 12′ 39″ E / 41.706321°N,2.210813°E |           | Torrent de l'Ullar                | Modifica les dades a Wikidata |
|        | torrent de la Bassella          | Bigues i Riells del Fai                                            | curs d'aigua | Desemboca: el Tenes Llarg: 1km                          | 41° 41′ 24″ N, 2° 11′ 11″ E / 41.690119°N,2.186362°E 41° 41′ 33″ N, 2° 11′ 48″ E / 41.692386°N,2.196794°E |           |                                   | Modifica les dades a Wikidata |
|        | torrent de la Font de la Guilla | Bigues i Riells del Fai                                            | curs d'aigua | Desemboca: torrent del Quirze Llarg: 1.1km              | 41° 41′ 21″ N, 2° 13′ 17″ E / 41.689294°N,2.221471°E 41° 41′ 20″ N, 2° 12′ 34″ E / 41.688788°N,2.209401°E |           | Torrent de la Font de la Guilla   | Modifica les dades a Wikidata |
|        | torrent de la Torre             | Bigues i Riells del Fai                                            | curs d'aigua | Desemboca: el Tenes Llarg: 2.5km                        | 41° 41′ 12″ N, 2° 11′ 25″ E / 41.68677°N,2.190179°E 41° 40′ 22″ N, 2° 12′ 28″ E / 41.672851°N,2.207821°E  |           | Torrent de la Torre (Bigues)      | Modifica les dades a Wikidata |
|        | torrent del Gat                 | Sant Quirze Safaja Bigues i Riells del Fai                         | curs d'aigua | Desemboca: el Tenes Llarg: 2km                          | 41° 42′ 58″ N, 2° 12′ 21″ E / 41.715979°N,2.205828°E 41° 42′ 20″ N, 2° 11′ 23″ E / 41.705513°N,2.189701°E |           | Torrent del Gat                   | Modifica les dades a Wikidata |
|        | torrent del Joncar              | Bigues i Riells del Fai                                            | curs d'aigua | Desemboca: torrent de Can Pagès Llarg: 1.1km            | 41° 42′ 01″ N, 2° 13′ 10″ E / 41.700306°N,2.219362°E 41° 41′ 57″ N, 2° 12′ 45″ E / 41.699214°N,2.212579°E |           |                                   | Modifica les dades a Wikidata |
|        | torrent del Pollancre           | Bigues i Riells del Fai                                            | curs d'aigua | Desemboca: torrent de Can Canals Llarg: 2km             | 41° 42′ 29″ N, 2° 14′ 17″ E / 41.708105°N,2.237974°E 41° 41′ 58″ N, 2° 13′ 27″ E / 41.699574°N,2.224278°E |           | Torrent del Pollancre             | Modifica les dades a Wikidata |
|        | torrent del Quirze              | Bigues i Riells del Fai                                            | curs d'aigua | Desemboca: el Tenes Llarg: 1km                          | 41° 41′ 20″ N, 2° 12′ 34″ E / 41.688791°N,2.209389°E 41° 41′ 10″ N, 2° 12′ 15″ E / 41.686247°N,2.204254°E |           |                                   | Modifica les dades a Wikidata |
|        | torrent del Salt de la Núvia    | Bigues i Riells del Fai                                            | curs d'aigua | Desemboca: torrent de Can Vedell Llarg: 1.1km           | 41° 41′ 23″ N, 2° 14′ 10″ E / 41.689837°N,2.23599°E 41° 40′ 48″ N, 2° 13′ 00″ E / 41.679943°N,2.216716°E  |           | Torrent del Salt de la Núvia      | Modifica les dades a Wikidata |
|        | torrent del Traver              | Bigues i Riells del Fai Sant Quirze Safaja                         | curs d'aigua | Desemboca: torrent de Llòbrega Llarg: 1.5km             | 41° 42′ 46″ N, 2° 14′ 14″ E / 41.712777°N,2.237358°E 41° 42′ 24″ N, 2° 12′ 41″ E / 41.706544°N,2.211277°E |           | Torrent del Traver                | Modifica les dades a Wikidata |
|        | torrent del Villar              | Sant Feliu de Codines Bigues i Riells del Fai                      | curs d'aigua | Desemboca: torrent de la Bassella Llarg: 2.6km          | 41° 40′ 37″ N, 2° 10′ 09″ E / 41.676965°N,2.169087°E 41° 41′ 31″ N, 2° 11′ 20″ E / 41.691909°N,2.18886°E  |           |                                   | Modifica les dades a Wikidata |

## edifici
| imatge | Nom                 | Ubicat a                | instància de | Detalls                                                                   | coordenades | Protecció                                  | Commons (més fotos)                  | Dades a WD                    |
| ------ | ------------------- | ----------------------- | ------------ | ------------------------------------------------------------------------- | --- | ------------------------------------------ | ------------------------------------ | ----------------------------- |
|        | Molí de Can Regasol | Bigues i Riells del Fai | edifici      | Estil: arquitectura popular                                               | 41° 41′ 34″ N, 2° 11′ 44″ E / 41.69284°N,2.19561°E ca:Riells. Marge esquerre del riu Tenes, al final del corriol que surt de Can Regasol.               | bé integrant del patrimoni cultural català |                                      | Modifica les dades a Wikidata |
|        | Pas de la Foradada  | Bigues i Riells del Fai | edifici      | Estil: arquitectura del Renaixement arquitectura neoclàssica 18th century | 41° 42′ 56″ N, 2° 11′ 29″ E / 41.715443°N,2.191308°E ca:Passat el Pont del riu Rossinyol, en la part superior dels cingles.                             | bé integrant del patrimoni cultural català | Pas de la Foradada (Bigues i Riells) | Modifica les dades a Wikidata |
|        | Regasol de Riells   | Bigues i Riells del Fai | edifici      | Estil: arquitectura del Renaixement 18th century                          | 41° 41′ 42″ N, 2° 11′ 48″ E / 41.6949°N,2.19666°E ca:Riells. Marge inferior de la carretera de Bigues a Riells, abans d'arribar al nucli urbà de Riells | bé cultural d'interès local                |                                      | Modifica les dades a Wikidata |
|        | la Fàbrica Vella    | Bigues i Riells del Fai | edifici      | 20th century                                                              | 41° 40′ 37″ N, 2° 12′ 26″ E / 41.67704167°N,2.20727778°E ca:Bigues. Nucli urbà. Al marge dret del Tenes en l'anomenada Resclosa                         |                                            |                                      | Modifica les dades a Wikidata |
|        | la Parada           | Bigues i Riells del Fai | edifici      |                                                                           | 41° 41′ 12″ N, 2° 12′ 02″ E / 41.68669167°N,2.20055806°E 240 msnm                                                                                       |                                            |                                      | Modifica les dades a Wikidata |

## entitat singular de població
| imatge | Nom                  | Ubicat a                | instància de                                                 | Detalls                         | coordenades                                                       | Protecció | Commons (més fotos)            | Dades a WD                    |
| ------ | -------------------- | ----------------------- | ------------------------------------------------------------ | ------------------------------- | ----------------------------------------------------------------- | --------- | ------------------------------ | ----------------------------- |
|        | Can Barri            | Bigues i Riells del Fai | entitat singular de població                                 | 1229 hab                        | 41° 40′ 17″ N, 2° 13′ 32″ E / 41.67142222°N,2.22548333°E 373 msnm |           | Can Barri (urbanització)       | Modifica les dades a Wikidata |
|        | Can Carreres         | Bigues i Riells del Fai | entitat singular de població                                 | 352 hab                         | 41° 40′ 11″ N, 2° 11′ 42″ E / 41.669638°N,2.19502°E 297 msnm      |           | Can Carreres (Bigues i Riells) | Modifica les dades a Wikidata |
|        | Can Febrera          | Bigues i Riells del Fai | entitat singular de població                                 | 229 hab                         | 41° 40′ 54″ N, 2° 14′ 27″ E / 41.681623°N,2.240948°E 371 msnm     |           | Can Febrera (urbanització)     | Modifica les dades a Wikidata |
|        | Can Regassol         | Bigues i Riells del Fai | entitat singular de població                                 | 906 hab                         | 41° 39′ 23″ N, 2° 11′ 02″ E / 41.65628611°N,2.18376806°E 390 msnm |           | Can Regassol                   | Modifica les dades a Wikidata |
|        | Can Traver           | Bigues i Riells del Fai | entitat singular de població                                 | 508 hab                         | 41° 40′ 25″ N, 2° 11′ 37″ E / 41.67358611°N,2.19368333°E 290 msnm |           |                                | Modifica les dades a Wikidata |
|        | Castell-Montbui      | Bigues i Riells del Fai | entitat singular de població ens local històric de Catalunya | 821 hab                         | 41° 40′ 18″ N, 2° 12′ 00″ E / 41.67180278°N,2.19998889°E 450 msnm |           | Castell-Montbui                | Modifica les dades a Wikidata |
|        | Diamant del Vallès   | Bigues i Riells del Fai | entitat singular de població                                 | 134 hab                         | 41° 40′ 18″ N, 2° 12′ 00″ E / 41.67180278°N,2.19998889°E 375 msnm |           | Diamant del Vallès             | Modifica les dades a Wikidata |
|        | Font Granada         | Bigues i Riells del Fai | entitat singular de població                                 | 574 hab                         | 41° 40′ 12″ N, 2° 12′ 16″ E / 41.66998611°N,2.20441667°E 250 msnm |           | Font Granada                   | Modifica les dades a Wikidata |
|        | Riells del Fai       | Bigues i Riells del Fai | entitat singular de població ens local històric de Catalunya | 910 hab                         | 41° 41′ 56″ N, 2° 11′ 55″ E / 41.699°N,2.19857°E 315.6 msnm       |           | Riells del Fai                 | Modifica les dades a Wikidata |
|        | Vallroja i el Pla    | Bigues i Riells del Fai | entitat singular de població                                 | 86 hab                          | 41° 41′ 01″ N, 2° 12′ 56″ E / 41.68358556°N,2.21549722°E 300 msnm |           | Vallroja i el Pla              | Modifica les dades a Wikidata |
|        | el Racó del Bosc     | Bigues i Riells del Fai | entitat singular de població                                 | 1973 110 hab Superfície: 9.85ha | 41° 41′ 17″ N, 2° 11′ 08″ E / 41.68812778°N,2.18566111°E 300 msnm |           | El Racó del Bosc               | Modifica les dades a Wikidata |
|        | el Rieral de Bigues  | Bigues i Riells del Fai | entitat singular de població capital municipal               | 1765 hab                        | 41° 40′ 30″ N, 2° 12′ 40″ E / 41.67488611°N,2.21105°E 220 msnm    |           | El Rieral de Bigues            | Modifica les dades a Wikidata |
|        | el Turó              | Bigues i Riells del Fai | entitat singular de població                                 | 434 hab                         | 41° 40′ 37″ N, 2° 13′ 18″ E / 41.67684722°N,2.22173889°E 291 msnm |           | El Turó (urbanització)         | Modifica les dades a Wikidata |
|        | els Manantials       | Bigues i Riells del Fai | entitat singular de població                                 | 293 hab                         | 41° 40′ 36″ N, 2° 11′ 28″ E / 41.67656111°N,2.19121667°E 465 msnm |           |                                | Modifica les dades a Wikidata |
|        | els Saulons d'en Déu | Bigues i Riells del Fai | entitat singular de població                                 | 695 hab                         | 41° 40′ 16″ N, 2° 10′ 22″ E / 41.67098611°N,2.17288889°E 475 msnm |           | Els Saulons d'en Déu           | Modifica les dades a Wikidata |
|        | la Font del Bou      | Bigues i Riells del Fai | entitat singular de població                                 | 749 hab                         | 41° 39′ 44″ N, 2° 12′ 45″ E / 41.66212778°N,2.21250833°E 465 msnm |           | Font del Bou (urbanització)    | Modifica les dades a Wikidata |
|        | la Pineda            | Bigues i Riells del Fai | entitat singular de població                                 | 240 hab                         | 41° 39′ 54″ N, 2° 11′ 23″ E / 41.665092°N,2.189631°E 350 msnm     |           | La Pineda (Montbui)            | Modifica les dades a Wikidata |

## església
| imatge | Nom                                         | Ubicat a                | instància de                  | Detalls                                                                   | coordenades | Protecció                                            | Commons (més fotos)                         | Dades a WD                    |
| ------ | ------------------------------------------- | ----------------------- | ----------------------------- | ------------------------------------------------------------------------- | --- | ---------------------------------------------------- | ------------------------------------------- | ----------------------------- |
|        | Mare de Déu del Pilar de Can Masponç        | Bigues i Riells del Fai | església                      |                                                                           | 41° 40′ 11″ N, 2° 12′ 37″ E / 41.6698°N,2.21033°E ca:Masia Masponç 218.4 msnm                                                                             |                                                      | Mare de Déu del Pilar de Can Masponç        | Modifica les dades a Wikidata |
|        | Sant Bartomeu de Mont-ras                   | Bigues i Riells del Fai | església                      | Estil: arquitectura romànica                                              | 41° 41′ 43″ N, 2° 14′ 06″ E / 41.69529722°N,2.23487611°E ca:Part alta de la Vall Roja, amb accés des de la Urb. Serrat de l'Ametlla del Vallès 501.4 msnm | bé cultural d'interès local                          | Sant Bartomeu de Mont-ras                   | Modifica les dades a Wikidata |
|        | Sant Ferran de Can Mas de Dalt              | Bigues i Riells del Fai | església                      |                                                                           | 41° 41′ 28″ N, 2° 12′ 49″ E / 41.69098056°N,2.21347778°E 288 msnm                                                                                         |                                                      |                                             | Modifica les dades a Wikidata |
|        | Sant Jordi de Can Ribes                     | Bigues i Riells del Fai | església                      |                                                                           | 41° 39′ 52″ N, 2° 11′ 51″ E / 41.664445°N,2.1974°E 393 msnm                                                                                               |                                                      |                                             | Modifica les dades a Wikidata |
|        | Sant Martí del Fai                          | Bigues i Riells del Fai | església                      | Estil: arquitectura romànica                                              | 41° 42′ 39″ N, 2° 11′ 12″ E / 41.7109°N,2.18677°E ca:Riells. Replà sota la cinglera del Fitos 440 msnm                                                    | bé integrant del patrimoni cultural català           | Sant Martí del Fai                          | Modifica les dades a Wikidata |
|        | Sant Mateu de Montbui                       | Bigues i Riells del Fai | església                      |                                                                           | 41° 39′ 50″ N, 2° 10′ 39″ E / 41.664°N,2.17756°E 536 msnm                                                                                                 |                                                      | Sant Mateu de Montbui                       | Modifica les dades a Wikidata |
|        | Sant Miquel del Fai                         | Bigues i Riells del Fai | església monestir             | Estil: arquitectura gòtica 11st century                                   | 41° 42′ 58″ N, 2° 11′ 26″ E / 41.7161°N,2.19047°E ca:Riells. Sota els cingles del Bertí, a la capçalera de la Vall del Tenes                              | bé d'interès cultural bé cultural d'interès nacional | Sant Miquel del Fai                         | Modifica les dades a Wikidata |
|        | Sant Pere de Bigues                         | Bigues i Riells del Fai | església                      |                                                                           | 41° 40′ 40″ N, 2° 13′ 18″ E / 41.6777°N,2.22171°E ca:Bigues. Nucli antic de Bigues, damunt el turó 308.7 msnm                                             | bé cultural d'interès local                          | Sant Pere de Bigues                         | Modifica les dades a Wikidata |
|        | Sant Vicenç de Riells                       | Riells del Fai          | església                      | Estil: arquitectura del Renaixement arquitectura neoclàssica 16th century | 41° 41′ 56″ N, 2° 11′ 55″ E / 41.69888611°N,2.19851389°E ca:Pl. de l'Església 315.6 msnm                                                                  | bé cultural d'interès local                          | Sant Vicenç de Riells                       | Modifica les dades a Wikidata |
|        | Santa Maria de la Creu                      | Bigues i Riells del Fai | església jaciment arqueològic | 13rd century Estat: ruïnós                                                | 41° 40′ 38″ N, 2° 14′ 38″ E / 41.67717°N,2.24397°E 419 msnm                                                                                               |                                                      | Santa Maria de la Creu                      | Modifica les dades a Wikidata |
|        | Santa Maria del Villar                      | Bigues i Riells del Fai | església                      | Estil: arquitectura romànica                                              | 41° 40′ 54″ N, 2° 10′ 18″ E / 41.6816°N,2.17158°E ca:Crtra. de Riells, km 18,5 400 msnm                                                                   | bé integrant del patrimoni cultural català           | Santa Maria del Villar                      | Modifica les dades a Wikidata |
|        | capella de Can Carreres                     | Bigues i Riells del Fai | església capella              | Estil: arquitectura popular                                               | 41° 40′ 06″ N, 2° 11′ 33″ E / 41.668251°N,2.192577°E | bé integrant del patrimoni cultural català           |                                             | Modifica les dades a Wikidata |
|        | església de Sant Miquel del Fai             | Bigues i Riells del Fai | església                      |                                                                           | 41° 42′ 58″ N, 2° 11′ 26″ E / 41.7162°N,2.19054°E ca:En la mateixa esplanada que el monestir, sota la balma de darrera l'edifici. 420 msnm                |                                                      | Església de Sant Miquel del Fai             | Modifica les dades a Wikidata |
|        | la Immaculada Concepció de la Pineda        | Bigues i Riells del Fai | església                      |                                                                           | 41° 42′ 06″ N, 2° 11′ 32″ E / 41.70168083°N,2.19233889°E 292.3 msnm                                                                                       |                                                      |                                             | Modifica les dades a Wikidata |
|        | la Mare de Déu de Montserrat de Can Noguera | Bigues i Riells del Fai | església                      |                                                                           | 41° 40′ 52″ N, 2° 12′ 20″ E / 41.6812°N,2.20561°E ca:Masia de Can Noguera 228.1 msnm                                                                      |                                                      | La Mare de Déu de Montserrat de Can Noguera | Modifica les dades a Wikidata |

## font
| imatge | Nom                           | Ubicat a                | instància de | Detalls | coordenades | Protecció | Commons (més fotos)                | Dades a WD                    |
| ------ | ----------------------------- | ----------------------- | ------------ | ------- | --- | --------- | ---------------------------------- | ----------------------------- |
|        | el Barbot Negre               | Bigues i Riells del Fai | font         |         | 41° 42′ 26″ N, 2° 12′ 54″ E / 41.707135°N,2.214897°E                                                                                             |           | El Barbot Negre                    | Modifica les dades a Wikidata |
|        | font Fresca                   | Bigues i Riells del Fai | font         | 1966    | 41° 42′ 25″ N, 2° 12′ 46″ E / 41.706832°N,2.212757°E ca:Riells. Molt aprop del Salt de Vallderrós. 396 msnm                                      |           | Font Fresca (Riells del Fai)       | Modifica les dades a Wikidata |
|        | font de Ca l'Argelic          | Bigues i Riells del Fai | font         |         | 41° 40′ 52″ N, 2° 12′ 24″ E / 41.6812°N,2.20677°E 223 msnm                                                                                       |           | Font de Ca l'Argelic               | Modifica les dades a Wikidata |
|        | font de Can Garriga           | Bigues i Riells del Fai | font         |         | 41° 40′ 47″ N, 2° 10′ 56″ E / 41.679725°N,2.18210278°E 353 msnm                                                                                  |           |                                    | Modifica les dades a Wikidata |
|        | font de Can Segimon           | Bigues i Riells del Fai | font         |         | 41° 40′ 26″ N, 2° 12′ 25″ E / 41.67390556°N,2.20700556°E ca:Arran del torrent de la Torre, a pocs metres a l'est de la masia de Can Segimon      |           | Font de Can Segimon                | Modifica les dades a Wikidata |
|        | font de can Quintanes         | Bigues i Riells del Fai | font         |         | 41° 42′ 04″ N, 2° 13′ 00″ E / 41.701202°N,2.216597°E 420 msnm                                                                                    |           | Font de can Quintanes              | Modifica les dades a Wikidata |
|        | font de la Figuerota          | Bigues i Riells del Fai | font         |         | 41° 41′ 37″ N, 2° 14′ 10″ E / 41.6935°N,2.23624°E 462 msnm                                                                                       |           |                                    | Modifica les dades a Wikidata |
|        | font de la Guilla             | Bigues i Riells del Fai | font         |         | 41° 41′ 22″ N, 2° 13′ 15″ E / 41.689366°N,2.220868°E 300 msnm                                                                                    |           | Font de la Guilla (Bigues)         | Modifica les dades a Wikidata |
|        | font de la Pineda             | Bigues i Riells del Fai | font         |         | 41° 42′ 12″ N, 2° 11′ 26″ E / 41.7034°N,2.19046°E ca:Al camí antic de la Madella, sota l'edifici amb el mateix nom i arran de la riera. 278 msnm |           | Font de la Pineda (Riells del Fai) | Modifica les dades a Wikidata |
|        | font del Bou                  | Bigues i Riells del Fai | font         |         | 41° 39′ 44″ N, 2° 12′ 40″ E / 41.66234444°N,2.21097778°E 275 msnm                                                                                |           | Font del Bou (Bigues)              | Modifica les dades a Wikidata |
|        | font del Molí                 | Bigues i Riells del Fai | font         |         | 41° 41′ 53″ N, 2° 11′ 34″ E / 41.69795556°N,2.19285°E 265 msnm                                                                                   |           |                                    | Modifica les dades a Wikidata |
|        | font del Xalet                | Bigues i Riells del Fai | font         |         | 41° 41′ 33″ N, 2° 11′ 24″ E / 41.6924°N,2.1899°E 266 msnm                                                                                        |           |                                    | Modifica les dades a Wikidata |
|        | l'Avencó (Bigues)             | Bigues i Riells del Fai | font         |         | 41° 40′ 54″ N, 2° 12′ 26″ E / 41.68158333°N,2.20728611°E 221 msnm                                                                                |           | L'Avencó (Bigues)                  | Modifica les dades a Wikidata |
|        | les Barbotes                  | Bigues i Riells del Fai | font         |         | 41° 40′ 55″ N, 2° 12′ 26″ E / 41.682075°N,2.20724722°E                                                                                           |           | Les Barbotes                       | Modifica les dades a Wikidata |
|        | les Fontetes (Riells del Fai) | Bigues i Riells del Fai | font         |         | 41° 42′ 32″ N, 2° 11′ 36″ E / 41.70876944°N,2.19320278°E 408 msnm                                                                                |           |                                    | Modifica les dades a Wikidata |

## granja
| imatge | Nom                          | Ubicat a                | instància de | Detalls       | coordenades                                                                  | Protecció | Commons (més fotos)                    | Dades a WD                    |
| ------ | ---------------------------- | ----------------------- | ------------ | ------------- | ---------------------------------------------------------------------------- | --------- | -------------------------------------- | ----------------------------- |
|        | Granges de Can Feliu         | Bigues i Riells del Fai | granja       |               | 41° 40′ 40″ N, 2° 12′ 09″ E / 41.677800694708°N,2.20250521728819°E           |           |                                        | Modifica les dades a Wikidata |
|        | Granges de Can Puig          | Bigues i Riells del Fai | granja       |               | 41° 40′ 57″ N, 2° 13′ 20″ E / 41.682413088581°N,2.22233314620254°E           |           |                                        | Modifica les dades a Wikidata |
|        | Granges de Can Riera         | Bigues i Riells del Fai | granja       |               | 41° 40′ 18″ N, 2° 13′ 57″ E / 41.6716097688616°N,2.23248205921584°E          |           |                                        | Modifica les dades a Wikidata |
|        | Granges de l'Isidret Vell    | Bigues i Riells del Fai | granja       |               | 41° 41′ 04″ N, 2° 14′ 15″ E / 41.6844504947246°N,2.23738796259348°E          |           |                                        | Modifica les dades a Wikidata |
|        | Granges de l'Isidret de Dalt | Bigues i Riells del Fai | granja       |               | 41° 40′ 59″ N, 2° 13′ 47″ E / 41.6829487883847°N,2.22965592972511°E          |           |                                        | Modifica les dades a Wikidata |
|        | Granges de la Gresola        | Bigues i Riells del Fai | granja       |               | 41° 40′ 34″ N, 2° 13′ 59″ E / 41.6760635674515°N,2.23312594908356°E          |           |                                        | Modifica les dades a Wikidata |
|        | Granja de Can Canals         | Bigues i Riells del Fai | granja       |               | 41° 41′ 42″ N, 2° 13′ 26″ E / 41.6951142137182°N,2.22383856426877°E          |           |                                        | Modifica les dades a Wikidata |
|        | Granja de Can Feliuà         | Bigues i Riells del Fai | granja       |               | 41° 41′ 18″ N, 2° 13′ 14″ E / 41.6883452192468°N,2.2204833180283°E           |           |                                        | Modifica les dades a Wikidata |
|        | Granja de Can Garriga        | Bigues i Riells del Fai | granja       | Estat: ruïnós | 41° 40′ 43″ N, 2° 10′ 59″ E / 41.6785921592096°N,2.18310433996047°E 348 msnm |           | Granja de Can Garriga (Riells del Fai) | Modifica les dades a Wikidata |

## indret
| imatge | Nom                     | Ubicat a                                     | instància de | Detalls | coordenades                                                                      | Protecció | Commons (més fotos)              | Dades a WD                    |
| ------ | ----------------------- | -------------------------------------------- | ------------ | ------- | -------------------------------------------------------------------------------- | --------- | -------------------------------- | ----------------------------- |
|        | Bac de la Pineda        | Bigues i Riells del Fai                      | indret       |         | 41° 42′ 09″ N, 2° 11′ 18″ E / 41.7024°N,2.18821°E Riells del Fai 325 msnm        |           |                                  | Modifica les dades a Wikidata |
|        | Baga de Can Bori        | Bigues i Riells del Fai                      | indret       |         | 41° 41′ 22″ N, 2° 13′ 36″ E / 41.68949722°N,2.22661111°E                         |           |                                  | Modifica les dades a Wikidata |
|        | Baga de Can Camp        | Bigues i Riells del Fai                      | indret       |         | 41° 41′ 19″ N, 2° 11′ 43″ E / 41.6886°N,2.19517°E                                |           | Baga de Can Camp                 | Modifica les dades a Wikidata |
|        | Baga de Quintanes       | Bigues i Riells del Fai                      | indret       |         | 41° 42′ 01″ N, 2° 13′ 11″ E / 41.7002325°N,2.21967778°E                          |           |                                  | Modifica les dades a Wikidata |
|        | Baga de l'Arbocer       | Bigues i Riells del Fai                      | indret       |         | 41° 41′ 33″ N, 2° 14′ 05″ E / 41.69241944°N,2.23478028°E                         |           |                                  | Modifica les dades a Wikidata |
|        | Baga del Pollancre      | Bigues i Riells del Fai                      | indret       |         | 41° 42′ 19″ N, 2° 14′ 06″ E / 41.7054°N,2.23512°E                                |           | Baga del Pollancre               | Modifica les dades a Wikidata |
|        | Camp de Palau           | Bigues i Riells del Fai                      | indret       |         | 41° 41′ 05″ N, 2° 12′ 18″ E / 41.6846°N,2.20513°E                                |           | Camp de Palau                    | Modifica les dades a Wikidata |
|        | Camp del Corb           | Bigues i Riells del Fai                      | indret       |         | 41° 41′ 50″ N, 2° 11′ 28″ E / 41.69734444°N,2.19106667°E Riells del Fai 270 msnm |           |                                  | Modifica les dades a Wikidata |
|        | Camps de Can Quintanes  | Bigues i Riells del Fai                      | indret       |         | 41° 42′ 03″ N, 2° 12′ 53″ E / 41.70084944°N,2.21468056°E                         |           |                                  | Modifica les dades a Wikidata |
|        | Costa Xica              | Bigues i Riells del Fai                      | indret       |         | 41° 41′ 12″ N, 2° 12′ 02″ E / 41.6867°N,2.20056°E 328 msnm                       |           | Costa Xica (Riells)              | Modifica les dades a Wikidata |
|        | Costa de la Torre       | Bigues i Riells del Fai                      | indret       |         | 41° 40′ 34″ N, 2° 11′ 48″ E / 41.67599167°N,2.196675°E Bigues                    |           |                                  | Modifica les dades a Wikidata |
|        | Costes d'en Batlles     | Bigues i Riells del Fai                      | indret       |         | 41° 42′ 23″ N, 2° 12′ 02″ E / 41.7063°N,2.20056°E                                |           | Costes d'en Batlles              | Modifica les dades a Wikidata |
|        | Costes d'en Quintanes   | Bigues i Riells del Fai                      | indret       |         | 41° 42′ 13″ N, 2° 12′ 57″ E / 41.7036°N,2.21587°E                                |           | Costes d'en Quintanes            | Modifica les dades a Wikidata |
|        | Costes de Sant Miquel   | Bigues i Riells del Fai                      | indret       |         | 41° 42′ 40″ N, 2° 11′ 28″ E / 41.71097778°N,2.19108056°E Riells del Fai          |           | Costes de Sant Miquel            | Modifica les dades a Wikidata |
|        | El Joncar               | Bigues i Riells del Fai                      | indret       |         | 41° 42′ 09″ N, 2° 13′ 15″ E / 41.70250278°N,2.22074722°E                         |           |                                  | Modifica les dades a Wikidata |
|        | El Planot               | Bigues i Riells del Fai                      | indret       |         | 41° 41′ 57″ N, 2° 11′ 38″ E / 41.6991°N,2.19397°E Riells del Fai 295 msnm        |           |                                  | Modifica les dades a Wikidata |
|        | El Rieral               | Bigues i Riells del Fai                      | indret       |         | 41° 41′ 20″ N, 2° 12′ 17″ E / 41.688802°N,2.204609°E                             |           | El Rieral (Riells del Fai)       | Modifica les dades a Wikidata |
|        | Els Suros               | Bigues i Riells del Fai                      | indret       |         | 41° 42′ 27″ N, 2° 12′ 35″ E / 41.70740278°N,2.20960278°E 487 msnm                |           | Els Suros                        | Modifica les dades a Wikidata |
|        | Gorg Negre              | Bigues i Riells del Fai                      | indret       |         | 41° 42′ 34″ N, 2° 11′ 22″ E / 41.70934444°N,2.18945833°E                         |           | Gorg Negre (Riells del Fai)      | Modifica les dades a Wikidata |
|        | Gorg d'en Jeroni        | Bigues i Riells del Fai                      | indret       |         | 41° 42′ 16″ N, 2° 11′ 24″ E / 41.70450833°N,2.18989722°E 278 msnm                |           | Gorg d'en Jeroni                 | Modifica les dades a Wikidata |
|        | Gorg de Beines          | Bigues i Riells del Fai                      | indret       |         | 41° 42′ 27″ N, 2° 11′ 24″ E / 41.7076°N,2.18987°E 293 msnm                       |           | Gorg de Beines                   | Modifica les dades a Wikidata |
|        | Gorg de les Donzelles   | Bigues i Riells del Fai                      | indret       |         | 41° 42′ 27″ N, 2° 12′ 51″ E / 41.7074°N,2.21413°E 485 msnm                       |           | Gorg de les Donzelles            | Modifica les dades a Wikidata |
|        | La Coma                 | Bigues i Riells del Fai                      | indret       |         | 41° 42′ 12″ N, 2° 11′ 48″ E / 41.7033°N,2.19654°E                                |           |                                  | Modifica les dades a Wikidata |
|        | La Madellota            | Bigues i Riells del Fai                      | indret       |         | 41° 42′ 23″ N, 2° 12′ 02″ E / 41.7063°N,2.20056°E 400 msnm                       |           | La Madellota                     | Modifica les dades a Wikidata |
|        | La Margenada            | Bigues i Riells del Fai                      | indret       |         | 41° 40′ 59″ N, 2° 10′ 33″ E / 41.68315833°N,2.17584444°E                         |           |                                  | Modifica les dades a Wikidata |
|        | La Mà Morta             | Bigues i Riells del Fai                      | indret       |         | 41° 41′ 25″ N, 2° 11′ 13″ E / 41.6904°N,2.18687°E                                |           |                                  | Modifica les dades a Wikidata |
|        | La Penyora              | Bigues i Riells del Fai                      | indret       |         | 41° 42′ 01″ N, 2° 11′ 33″ E / 41.7002°N,2.19251°E                                |           | La Penyora (Riells del Fai)      | Modifica les dades a Wikidata |
|        | La Verdera              | Bigues i Riells del Fai                      | indret       |         | 41° 42′ 26″ N, 2° 11′ 20″ E / 41.70725556°N,2.18876389°E                         |           |                                  | Modifica les dades a Wikidata |
|        | Obaga del Rull          | Bigues i Riells del Fai                      | indret       |         | 41° 41′ 17″ N, 2° 13′ 06″ E / 41.68799722°N,2.21832861°E                         |           |                                  | Modifica les dades a Wikidata |
|        | Pla de Can Masponç      | Bigues i Riells del Fai                      | indret       |         | 41° 40′ 09″ N, 2° 12′ 49″ E / 41.6691°N,2.21353°E 205 msnm                       |           | Pla de Can Masponç               | Modifica les dades a Wikidata |
|        | Pla de la Vinya         | Bigues i Riells del Fai                      | indret       |         | 41° 42′ 02″ N, 2° 11′ 44″ E / 41.7005°N,2.19545°E Riells del Fai 310 msnm        |           |                                  | Modifica les dades a Wikidata |
|        | Pla del Camp Gran       | Bigues i Riells del Fai                      | indret       |         | 41° 40′ 46″ N, 2° 10′ 26″ E / 41.6795°N,2.17387°E Riells del Fai 450 msnm        |           |                                  | Modifica les dades a Wikidata |
|        | Pla del Vermell         | Bigues i Riells del Fai                      | indret       |         | 41° 40′ 59″ N, 2° 12′ 47″ E / 41.683°N,2.213°E 292 msnm                          |           | Pla del Vermell                  | Modifica les dades a Wikidata |
|        | Plaça de les Bruixes    | Bigues i Riells del Fai                      | indret       |         | 41° 42′ 25″ N, 2° 12′ 29″ E / 41.707°N,2.2081°E 542 msnm                         |           | Plaça de les Bruixes             | Modifica les dades a Wikidata |
|        | Quintana de Can Noguera | Bigues i Riells del Fai                      | indret       |         | 41° 40′ 48″ N, 2° 12′ 17″ E / 41.67993889°N,2.20465556°E 229 msnm                |           | Quintana de Can Noguera          | Modifica les dades a Wikidata |
|        | Quintana de la Torre    | Bigues i Riells del Fai                      | indret       |         | 41° 40′ 40″ N, 2° 12′ 21″ E / 41.67765833°N,2.20589444°E Bigues                  |           | Quintana de la Torre             | Modifica les dades a Wikidata |
|        | Revolt del Cirerer      | Bigues i Riells del Fai                      | indret       |         | 41° 41′ 03″ N, 2° 11′ 05″ E / 41.6843°N,2.18477°E                                |           |                                  | Modifica les dades a Wikidata |
|        | Roca del Migdia         | Bigues i Riells del Fai                      | indret       |         | 41° 41′ 51″ N, 2° 11′ 20″ E / 41.6974°N,2.18882°E Riells del Fai 375 msnm        |           | Roca del Migdia (Riells del Fai) | Modifica les dades a Wikidata |
|        | Sot de Bellobir         | Bigues i Riells del Fai                      | indret       |         | 41° 42′ 22″ N, 2° 14′ 07″ E / 41.7061°N,2.23538°E                                |           | Sot de Bellobir                  | Modifica les dades a Wikidata |
|        | Sot de Sant Bartomeu    | Bigues i Riells del Fai l'Ametlla del Vallès | indret       |         | 41° 41′ 42″ N, 2° 14′ 14″ E / 41.69503333°N,2.23712778°E                         |           |                                  | Modifica les dades a Wikidata |
|        | Sot de l'Ullar          | Sant Quirze Safaja Bigues i Riells del Fai   | indret       |         | 41° 42′ 39″ N, 2° 12′ 40″ E / 41.71093056°N,2.21103333°E 575 msnm                |           | Sot de l'Ullar                   | Modifica les dades a Wikidata |
|        | Vinyes de la Pineda     | Bigues i Riells del Fai                      | indret       |         | 41° 42′ 13″ N, 2° 11′ 21″ E / 41.70363889°N,2.18925°E                            |           |                                  | Modifica les dades a Wikidata |
|        | vall de Sant Miquel     | Bigues i Riells del Fai                      | indret       |         | 41° 42′ 46″ N, 2° 11′ 22″ E / 41.7128°N,2.18954°E                                |           | Vall de Sant Miquel              | Modifica les dades a Wikidata |

## masia
| imatge | Nom                    | Ubicat a                | instància de  | Detalls                                      | coordenades | Protecció                                            | Commons (més fotos)            | Dades a WD                    |
| ------ | ---------------------- | ----------------------- | ------------- | -------------------------------------------- | --- | ---------------------------------------------------- | ------------------------------ | ----------------------------- |
|        | Ca l'Andreu            | Bigues i Riells del Fai | masia         |                                              | 41° 42′ 06″ N, 2° 12′ 08″ E / 41.7015475°N,2.20219583°E 332 msnm |                                                      |                                | Modifica les dades a Wikidata |
|        | Ca l'Arcís             | Bigues i Riells del Fai | masia         |                                              | 41° 40′ 31″ N, 2° 12′ 36″ E / 41.6753°N,2.21011°E 219 msnm |                                                      | Ca l'Arcís (Bigues)            | Modifica les dades a Wikidata |
|        | Ca l'Arús              | Bigues i Riells del Fai | masia         |                                              | 41° 40′ 33″ N, 2° 12′ 36″ E / 41.6759429629366°N,2.21000075259357°E                                                                                                  |                                                      |                                | Modifica les dades a Wikidata |
|        | Ca l'Atzet             | Bigues i Riells del Fai | masia         | Estil: arquitectura popular                  | 41° 40′ 39″ N, 2° 13′ 20″ E / 41.67741667°N,2.22209167°E ca:Nucli antic de Bigues, sota el cementiri antic 306.7 msnm                                                | bé cultural d'interès local                          | Ca l'Atzet (Bigues)            | Modifica les dades a Wikidata |
|        | Ca l'Espasa            | Bigues i Riells del Fai | masia         | 19th century                                 | 41° 40′ 18″ N, 2° 12′ 30″ E / 41.6718°N,2.20841°E ca:El rieral, al costat de la rotonda d'accés a la Urbanització de Can Traver 224 msnm                             |                                                      | Ca l'Espasa (Bigues i Riells)  | Modifica les dades a Wikidata |
|        | Ca l'Isidre de Dalt    | Bigues i Riells del Fai | masia         |                                              | 41° 40′ 59″ N, 2° 13′ 43″ E / 41.683°N,2.22855°E 355 msnm |                                                      | Ca l'Isidre de Dalt            | Modifica les dades a Wikidata |
|        | Ca l'Isidret Vell      | Bigues i Riells del Fai | masia         |                                              | 41° 41′ 03″ N, 2° 14′ 15″ E / 41.6843°N,2.23754°E 413.3 msnm |                                                      |                                | Modifica les dades a Wikidata |
|        | Ca l'Oncle             | Bigues i Riells del Fai | masia         |                                              | 41° 40′ 59″ N, 2° 12′ 55″ E / 41.6831°N,2.21516°E 292.6 msnm |                                                      | Ca l'Oncle (Bigues)            | Modifica les dades a Wikidata |
|        | Ca n'Ainé              | Bigues i Riells del Fai | masia         | 18th century                                 | 41° 40′ 22″ N, 2° 12′ 47″ E / 41.6729°N,2.21309°E ca:El Rieral de Bigues. C. Camí del Molí 215 msnm                                                                  |                                                      | Ca n'Ainé                      | Modifica les dades a Wikidata |
|        | Cal Ferrer             | Bigues i Riells del Fai | masia         |                                              | 41° 40′ 37″ N, 2° 12′ 26″ E / 41.677°N,2.20726°E 218.1 msnm |                                                      | Cal Ferrer (Bigues)            | Modifica les dades a Wikidata |
|        | Cal Pere Vedell        | Bigues i Riells del Fai | masia         |                                              | 41° 39′ 55″ N, 2° 13′ 02″ E / 41.66535556°N,2.21731528°E 205.8 msnm                                                                                                  |                                                      | Cal Pere Vedell                | Modifica les dades a Wikidata |
|        | Cal Rafel              | Bigues i Riells del Fai | masia         |                                              | 41° 42′ 09″ N, 2° 12′ 20″ E / 41.70255667°N,2.20567778°E 372.9 msnm                                                                                                  |                                                      |                                | Modifica les dades a Wikidata |
|        | Cal Tasar              | Bigues i Riells del Fai | masia         |                                              | 41° 40′ 18″ N, 2° 12′ 34″ E / 41.67176389°N,2.20947222°E 218 msnm |                                                      | Cal Tasar                      | Modifica les dades a Wikidata |
|        | Can Bacardí            | Bigues i Riells del Fai | masia         |                                              | 41° 40′ 33″ N, 2° 12′ 12″ E / 41.67583056°N,2.2033°E 239 msnm |                                                      | Can Bacardí (Bigues)           | Modifica les dades a Wikidata |
|        | Can Barretó            | Bigues i Riells del Fai | masia         |                                              | 41° 42′ 03″ N, 2° 12′ 35″ E / 41.7008°N,2.20976°E 397.1 msnm |                                                      |                                | Modifica les dades a Wikidata |
|        | Can Barri              | Bigues i Riells del Fai | masia         | Estil: arquitectura barroca                  | 41° 40′ 09″ N, 2° 13′ 34″ E / 41.66909°N,2.226208°E ca:Marge inferior de l'Avinguda Prat de la Riba 256 msnm                                                         | bé cultural d'interès local                          | Can Barri (Bigues)             | Modifica les dades a Wikidata |
|        | Can Benet              | Bigues i Riells del Fai | masia         |                                              | 41° 41′ 01″ N, 2° 12′ 57″ E / 41.68358333°N,2.21575278°E 284 msnm |                                                      | Can Benet (Bigues)             | Modifica les dades a Wikidata |
|        | Can Benet Vell         | Bigues i Riells del Fai | masia         |                                              | 41° 40′ 51″ N, 2° 13′ 25″ E / 41.68080833°N,2.22358333°E 306.7 msnm                                                                                                  |                                                      | Can Benet Vell                 | Modifica les dades a Wikidata |
|        | Can Berga              | Bigues i Riells del Fai | masia         | 16th century                                 | 41° 42′ 04″ N, 2° 12′ 44″ E / 41.7011°N,2.21216°E ca:Marge superior del camí de Can Quintanes, abans d'arribar-hi. 405 msnm                                          |                                                      |                                | Modifica les dades a Wikidata |
|        | Can Berga Vell         | Riells del Fai          | masia         | Estat: ruïnós                                | 41° 42′ 21″ N, 2° 13′ 53″ E / 41.705961°N,2.231419°E 556.7 msnm |                                                      | Can Berga Vell                 | Modifica les dades a Wikidata |
|        | Can Bernat             | Bigues i Riells del Fai | masia         | 17th century                                 | 41° 41′ 44″ N, 2° 14′ 00″ E / 41.6955°N,2.23328°E ca:Vall Roja, sota Sant Bartomeu de Montras 470.6 msnm                                                             |                                                      | Can Bernat (Bigues)            | Modifica les dades a Wikidata |
|        | Can Boneto             | Bigues i Riells del Fai | masia         |                                              | 41° 41′ 33″ N, 2° 12′ 00″ E / 41.69239722°N,2.20004833°E 265 msnm |                                                      | Can Boneto                     | Modifica les dades a Wikidata |
|        | Can Bonfadrí           | Bigues i Riells del Fai | masia         | 18th century                                 | 41° 41′ 38″ N, 2° 14′ 04″ E / 41.69400278°N,2.23452194°E ca:Part alta de la Vall Roja, al costat del Torrent de Can Bonfadrí, sota la Font de la Figuerota. 435 msnm |                                                      | Can Bonfadrí                   | Modifica les dades a Wikidata |
|        | Can Bonrepòs           | Bigues i Riells del Fai | masia         |                                              | 41° 40′ 42″ N, 2° 14′ 25″ E / 41.67835°N,2.24031944°E 333 msnm |                                                      | Can Bonrepòs                   | Modifica les dades a Wikidata |
|        | Can Bori               | Bigues i Riells del Fai | masia         |                                              | 41° 41′ 26″ N, 2° 13′ 36″ E / 41.69051667°N,2.22653333°E ca:Vall Roja, entre Can Roca i Can Xesc, damunt el Torrent de Can Bori. 377 msnm                            |                                                      | Can Bori (Bigues)              | Modifica les dades a Wikidata |
|        | Can Bosc               | Bigues i Riells del Fai | masia         | 20th century                                 | 41° 40′ 31″ N, 2° 12′ 36″ E / 41.6753°N,2.21011°E ca:Bigues. Nucli urbà. C. Anna Mogas cantonada amb el Camí del Pedregar 218.1 msnm                                 |                                                      | Can Bosc (Bigues)              | Modifica les dades a Wikidata |
|        | Can Boter              | Bigues i Riells del Fai | masia         |                                              | 41° 40′ 47″ N, 2° 13′ 51″ E / 41.6796°N,2.23084°E 298 msnm |                                                      | Can Boter (Bigues)             | Modifica les dades a Wikidata |
|        | Can Canals             | Bigues i Riells del Fai | masia         | Estil: arquitectura barroca                  | 41° 41′ 45″ N, 2° 13′ 20″ E / 41.695786°N,2.222163°E ca:Vall Roja, al costat del Torrent de Can Canals 298 msnm                                                      | bé cultural d'interès local                          | Can Canals (Bigues)            | Modifica les dades a Wikidata |
|        | Can Carbassot          | Bigues i Riells del Fai | masia         | Estat: ruïnós                                | 41° 42′ 23″ N, 2° 13′ 57″ E / 41.7063°N,2.23263°E 574 msnm |                                                      | Can Carbassot                  | Modifica les dades a Wikidata |
|        | Can Carreres           | Bigues i Riells del Fai | masia         | Estil: arquitectura barroca                  | 41° 40′ 06″ N, 2° 11′ 37″ E / 41.66835083°N,2.19363889°E ca:Urb. de Can Carreres. C Can Carreres 324.1 msnm                                                          | bé cultural d'interès local                          | Can Carreres (Bigues)          | Modifica les dades a Wikidata |
|        | Can Casanoves          | Bigues i Riells del Fai | masia         |                                              | 41° 41′ 33″ N, 2° 11′ 37″ E / 41.692612°N,2.193538°E 263 msnm |                                                      | Can Casanoves (Riells del Fai) | Modifica les dades a Wikidata |
|        | Can Castanyer          | Bigues i Riells del Fai | masia         |                                              | 41° 41′ 31″ N, 2° 12′ 01″ E / 41.692°N,2.20019°E 265 msnm |                                                      | Can Castanyer (Riells del Fai) | Modifica les dades a Wikidata |
|        | Can Coix               | Bigues i Riells del Fai | masia         |                                              | 41° 40′ 19″ N, 2° 12′ 48″ E / 41.671825°N,2.21344167°E 207 msnm |                                                      | Can Coix (Bigues i Riells)     | Modifica les dades a Wikidata |
|        | Can Coll               | Bigues i Riells del Fai | masia         |                                              | 41° 42′ 15″ N, 2° 13′ 53″ E / 41.7042°N,2.23145°E 555 msnm |                                                      |                                | Modifica les dades a Wikidata |
|        | Can Conillo            | Bigues i Riells del Fai | masia         |                                              | 41° 41′ 46″ N, 2° 12′ 33″ E / 41.69600833°N,2.20903333°E 348 msnm |                                                      |                                | Modifica les dades a Wikidata |
|        | Can Coromines          | Bigues i Riells del Fai | masia         |                                              | 41° 40′ 12″ N, 2° 13′ 08″ E / 41.66998056°N,2.21888139°E ca:Bigues. Nucli urbà. Av. Prat de la Riba 210 msnm                                                         |                                                      | Can Coromines (Bigues)         | Modifica les dades a Wikidata |
|        | Can Curt del Rieral    | Bigues i Riells del Fai | masia         |                                              | 41° 40′ 18″ N, 2° 12′ 33″ E / 41.67173056°N,2.20927222°E 218 msnm |                                                      | Can Curt del Rieral            | Modifica les dades a Wikidata |
|        | Can Domènec            | Bigues i Riells del Fai | masia         | 19th century                                 | 41° 40′ 27″ N, 2° 12′ 17″ E / 41.674298°N,2.204744°E ca:El Rieral. Camí de Can Domènec, al capdamunt de la Verneda 221 msnm                                          |                                                      | Can Domènec (Bigues)           | Modifica les dades a Wikidata |
|        | Can Duran              | Bigues i Riells del Fai | masia         |                                              | 41° 40′ 15″ N, 2° 10′ 55″ E / 41.6709°N,2.18205°E 388 msnm |                                                      |                                | Modifica les dades a Wikidata |
|        | Can Febrera            | Bigues i Riells del Fai | masia         |                                              | 41° 40′ 34″ N, 2° 14′ 06″ E / 41.676°N,2.23513°E 283.1 msnm |                                                      | Can Febrera (masia)            | Modifica les dades a Wikidata |
|        | Can Feliu              | Bigues i Riells del Fai | masia         |                                              | 41° 40′ 40″ N, 2° 12′ 14″ E / 41.6779°N,2.20382°E 235 msnm |                                                      | Can Feliu (Bigues)             | Modifica les dades a Wikidata |
|        | Can Feliuà             | Bigues i Riells del Fai | masia         |                                              | 41° 41′ 17″ N, 2° 13′ 15″ E / 41.68795278°N,2.22090556°E 327.6 msnm                                                                                                  |                                                      | Can Feliuà                     | Modifica les dades a Wikidata |
|        | Can Fes                | Bigues i Riells del Fai | masia         |                                              | 41° 40′ 34″ N, 2° 12′ 14″ E / 41.6762°N,2.20399°E 236.2 msnm |                                                      | Can Fes                        | Modifica les dades a Wikidata |
|        | Can Figueres           | Bigues i Riells del Fai | masia         |                                              | 41° 42′ 13″ N, 2° 12′ 22″ E / 41.70347778°N,2.206175°E 368 msnm |                                                      | Can Figueres (Riells del Fai)  | Modifica les dades a Wikidata |
|        | Can Flixer             | Bigues i Riells del Fai | masia         |                                              | 41° 40′ 17″ N, 2° 13′ 04″ E / 41.6713°N,2.21784°E 213.1 msnm |                                                      |                                | Modifica les dades a Wikidata |
|        | Can Flixeret           | Bigues i Riells del Fai | masia         | 19th century                                 | 41° 40′ 03″ N, 2° 13′ 09″ E / 41.6675°N,2.21909°E ca:Polígon Industrial de Can Barri, al final del C. dels Esqueis 200.8 msnm                                        |                                                      |                                | Modifica les dades a Wikidata |
|        | Can Frare              | Bigues i Riells del Fai | masia         |                                              | 41° 40′ 50″ N, 2° 13′ 24″ E / 41.6805°N,2.22325°E 301.2 msnm |                                                      | Can Frare (Bigues)             | Modifica les dades a Wikidata |
|        | Can Garriga del Solell | Bigues i Riells del Fai | masia         |                                              | 41° 40′ 51″ N, 2° 11′ 18″ E / 41.6808°N,2.18836°E ca:Riells. S'agafa un trencall de sorra des de la Carretera que va de Bigues a Sant Feliu de Codines. 373 msnm     | bé cultural d'interès local                          | Can Garriga del Solei          | Modifica les dades a Wikidata |
|        | Can Garrigó            | Bigues i Riells del Fai | masia         |                                              | 41° 40′ 27″ N, 2° 13′ 14″ E / 41.67428056°N,2.22047778°E 268 msnm |                                                      | Can Garrigó (Bigues)           | Modifica les dades a Wikidata |
|        | Can Granada            | Bigues i Riells del Fai | masia         | Estil: arquitectura popular                  | 41° 40′ 10″ N, 2° 12′ 30″ E / 41.6695°N,2.20823°E ca:Urb. de Can Granada, al C. Can Ribas 231 msnm                                                                   | bé cultural d'interès local                          | Can Granada                    | Modifica les dades a Wikidata |
|        | Can Gresola            | Bigues i Riells del Fai | masia         |                                              | 41° 40′ 36″ N, 2° 14′ 02″ E / 41.6767°N,2.23395°E 286.4 msnm |                                                      | Can Gresola                    | Modifica les dades a Wikidata |
|        | Can Griera             | Bigues i Riells del Fai | masia         |                                              | 41° 42′ 14″ N, 2° 12′ 10″ E / 41.7038°N,2.20273°E 359 msnm |                                                      |                                | Modifica les dades a Wikidata |
|        | Can Jaume              | Bigues i Riells del Fai | masia         |                                              | 41° 42′ 03″ N, 2° 11′ 41″ E / 41.7009°N,2.19469°E ca:Riells. Antic Camí de Sant Miquel, sota el turó de les Onze Hores. 318.5 msnm                                   |                                                      |                                | Modifica les dades a Wikidata |
|        | Can Jeroni             | Bigues i Riells del Fai | masia         | 19th century                                 | 41° 40′ 57″ N, 2° 13′ 14″ E / 41.6825°N,2.22054°E ca:En el camí de Can Roca, pujant des de Salt de Núvia, després de Can Puig 286 msnm                               |                                                      | Can Jeroni (Bigues)            | Modifica les dades a Wikidata |
|        | Can Joan del Pla       | Bigues i Riells del Fai | masia         |                                              | 41° 41′ 00″ N, 2° 12′ 54″ E / 41.6834°N,2.21504°E 291.3 msnm |                                                      | Can Joan del Pla               | Modifica les dades a Wikidata |
|        | Can Lledó              | Bigues i Riells del Fai | masia         |                                              | 41° 40′ 04″ N, 2° 12′ 11″ E / 41.6676925°N,2.20311111°E 257 msnm |                                                      |                                | Modifica les dades a Wikidata |
|        | Can Lleuger            | Bigues i Riells del Fai | masia         |                                              | 41° 41′ 01″ N, 2° 12′ 54″ E / 41.6836°N,2.21491°E 292 msnm |                                                      | Can Lleuger (Bigues)           | Modifica les dades a Wikidata |
|        | Can Llor               | Bigues i Riells del Fai | masia         |                                              | 41° 39′ 58″ N, 2° 12′ 39″ E / 41.66622222°N,2.21085278°E 231.7 msnm                                                                                                  |                                                      | Can Llor (Bigues)              | Modifica les dades a Wikidata |
|        | Can Lluís              | Bigues i Riells del Fai | masia         | 18th century                                 | 41° 40′ 58″ N, 2° 12′ 52″ E / 41.6829°N,2.21435°E ca:El Pla, al costat del camí, abans de Can Joan 292.5 msnm                                                        |                                                      | Can Lluís (Bigues)             | Modifica les dades a Wikidata |
|        | Can Mai-hi-són         | Bigues i Riells del Fai | masia         | 19th century                                 | 41° 40′ 45″ N, 2° 14′ 04″ E / 41.6791°N,2.23447°E ca:Urb. Can Barri. Des del C. Margarida, surt un camí de sorra que hi porta 302.5 msnm                             |                                                      | Can Mai-hi-són                 | Modifica les dades a Wikidata |
|        | Can Margarins          | Bigues i Riells del Fai | masia         |                                              | 41° 40′ 58″ N, 2° 12′ 56″ E / 41.68270556°N,2.21548611°E 292.5 msnm                                                                                                  |                                                      | Can Margarins                  | Modifica les dades a Wikidata |
|        | Can Mas                | Bigues i Riells del Fai | masia         | 17th century                                 | 41° 41′ 34″ N, 2° 11′ 56″ E / 41.6929°N,2.19883°E ca:Riells. Av. Prat de la Riba, just entrat en el nucli urbà 262.2 msnm                                            |                                                      | Can Mas (Riells del Fai)       | Modifica les dades a Wikidata |
|        | Can Mas de Baix        | Bigues i Riells del Fai | masia         |                                              | 41° 41′ 16″ N, 2° 12′ 38″ E / 41.6878°N,2.21064°E 266 msnm |                                                      | Can Mas de Baix                | Modifica les dades a Wikidata |
|        | Can Masgrau            | Bigues i Riells del Fai | masia         |                                              | 41° 40′ 31″ N, 2° 13′ 30″ E / 41.6754°N,2.22501°E 278 msnm |                                                      | Can Masgrau (Bigues)           | Modifica les dades a Wikidata |
|        | Can Masponç            | Bigues i Riells del Fai | masia         | Estil: arquitectura barroca                  | 41° 40′ 11″ N, 2° 12′ 37″ E / 41.6698°N,2.21033°E ca:El Rieral de Bigues, sota la urbanització de Can Maspons, al costat del Torrent de Can Ribes 218.4 msnm         | bé cultural d'interès local                          | Can Masponç                    | Modifica les dades a Wikidata |
|        | Can Mestre Lluc        | Bigues i Riells del Fai | masia         |                                              | 41° 40′ 48″ N, 2° 13′ 20″ E / 41.68°N,2.22227°E 295 msnm |                                                      | Can Mestre Lluc                | Modifica les dades a Wikidata |
|        | Can Met                | Bigues i Riells del Fai | masia         |                                              | 41° 40′ 59″ N, 2° 13′ 29″ E / 41.68318889°N,2.22470278°E 330.2 msnm                                                                                                  |                                                      |                                | Modifica les dades a Wikidata |
|        | Can Mimeri             | Bigues i Riells del Fai | masia         |                                              | 41° 41′ 55″ N, 2° 12′ 30″ E / 41.6986025604849°N,2.20837746424879°E 392 msnm                                                                                         |                                                      | Can Mimeri                     | Modifica les dades a Wikidata |
|        | Can Molina             | Bigues i Riells del Fai | masia         |                                              | 41° 40′ 19″ N, 2° 12′ 33″ E / 41.67180556°N,2.20905278°E ca:El Rieral. C. de Ca l'Espasa 220 msnm                                                                    |                                                      | Can Molina (Bigues)            | Modifica les dades a Wikidata |
|        | Can Pagès              | Bigues i Riells del Fai | masia         |                                              | 41° 41′ 39″ N, 2° 12′ 35″ E / 41.6943°N,2.20963°E 309 msnm |                                                      |                                | Modifica les dades a Wikidata |
|        | Can Pau Boget          | Bigues i Riells del Fai | masia         |                                              | 41° 42′ 18″ N, 2° 13′ 39″ E / 41.7049°N,2.22737°E 534.5 msnm |                                                      |                                | Modifica les dades a Wikidata |
|        | Can Pecador            | Bigues i Riells del Fai | masia         |                                              | 41° 40′ 15″ N, 2° 14′ 07″ E / 41.6709°N,2.23533°E 257.1 msnm |                                                      | Can Pecador                    | Modifica les dades a Wikidata |
|        | Can Pere Garriga       | Bigues i Riells del Fai | masia         | 18th century                                 | 41° 41′ 45″ N, 2° 14′ 03″ E / 41.6959°N,2.23413°E ca:Vall Roja, sota Sant Bartomeu de Montras, sota el camí que porta a Can Bonfadrí 487.7 msnm                      |                                                      |                                | Modifica les dades a Wikidata |
|        | Can Pere Pau           | Bigues i Riells del Fai | masia         |                                              | 41° 40′ 02″ N, 2° 13′ 55″ E / 41.66716694°N,2.23196667°E 200 msnm |                                                      | Can Pere Pau (Bigues)          | Modifica les dades a Wikidata |
|        | Can Perera             | Bigues i Riells del Fai | masia         | 20th century                                 | 41° 41′ 03″ N, 2° 12′ 30″ E / 41.68406528°N,2.20842778°E ca:Camí de Can Prat de la Riba, a prop de la carretera BP-1432 247 msnm                                     |                                                      | Can Perera (Bigues)            | Modifica les dades a Wikidata |
|        | Can Peric              | Bigues i Riells del Fai | masia         |                                              | 41° 42′ 08″ N, 2° 12′ 01″ E / 41.70220556°N,2.20022861°E 331 msnm |                                                      | Can Peric (Riells del Fai)     | Modifica les dades a Wikidata |
|        | Can Petrallos          | Bigues i Riells del Fai | masia         |                                              | 41° 40′ 20″ N, 2° 14′ 04″ E / 41.6722°N,2.23434°E 246.5 msnm |                                                      | Can Petrallos                  | Modifica les dades a Wikidata |
|        | Can Piler              | Bigues i Riells del Fai | masia         |                                              | 41° 41′ 06″ N, 2° 13′ 08″ E / 41.68511806°N,2.21882778°E 304.4 msnm                                                                                                  |                                                      | Can Piler                      | Modifica les dades a Wikidata |
|        | Can Pont Pla           | Bigues i Riells del Fai | masia         |                                              | 41° 40′ 17″ N, 2° 11′ 12″ E / 41.6713°N,2.18659°E 344 msnm |                                                      | Can Pont Pla                   | Modifica les dades a Wikidata |
|        | Can Pou                | Bigues i Riells del Fai | masia         |                                              | 41° 40′ 34″ N, 2° 13′ 41″ E / 41.67613611°N,2.227975°E ca:Urb. de Can Barri, al C. Rubiol 272.6 msnm                                                                 |                                                      | Can Pou (Bigues)               | Modifica les dades a Wikidata |
|        | Can Prat               | Bigues i Riells del Fai | masia         |                                              | 41° 41′ 34″ N, 2° 11′ 59″ E / 41.69288889°N,2.19973611°E 262.2 msnm                                                                                                  |                                                      | Can Prat (Riells del Fai)      | Modifica les dades a Wikidata |
|        | Can Prat Corona        | Bigues i Riells del Fai | masia         |                                              | 41° 40′ 43″ N, 2° 12′ 29″ E / 41.67870833°N,2.20803611°E 230.5 msnm                                                                                                  |                                                      | Can Prat Corona                | Modifica les dades a Wikidata |
|        | Can Prat Nou           | Bigues i Riells del Fai | masia         | 20th century                                 | 41° 40′ 42″ N, 2° 12′ 32″ E / 41.67821944°N,2.20898889°E ca:Bigues. Nucli urbà. C. Sant Miquel cantonada amb Passatge Resclosa 227.2 msnm                            |                                                      | Can Prat Nou                   | Modifica les dades a Wikidata |
|        | Can Prat de la Riba    | Bigues i Riells del Fai | masia         | Estil: arquitectura popular 18th century     | 41° 41′ 20″ N, 2° 12′ 41″ E / 41.6888°N,2.21134°E ca:Passat el Barri del Pla, al costat del camí de Can Mas de Dalt 275 msnm                                         | bé integrant del patrimoni cultural català           | Can Prat de la Riba            | Modifica les dades a Wikidata |
|        | Can Prat del Camí      | Bigues i Riells del Fai | masia         |                                              | 41° 40′ 15″ N, 2° 13′ 02″ E / 41.67096111°N,2.21710389°E 211.5 msnm                                                                                                  |                                                      |                                | Modifica les dades a Wikidata |
|        | Can Pruna              | Bigues i Riells del Fai | masia         | 20th century                                 | 41° 40′ 37″ N, 2° 12′ 31″ E / 41.67706667°N,2.20848056°E ca:Bigues. Nucli urbà. C. de la Torre, abans de creuar el riu Tenes 221 msnm                                |                                                      | Can Pruna (Bigues)             | Modifica les dades a Wikidata |
|        | Can Pruna Vell         | Bigues i Riells del Fai | masia         | Estil: arquitectura popular 18th century     | 41° 40′ 17″ N, 2° 13′ 04″ E / 41.6713°N,2.21784°E ca:Av. Prat de la Riba, davant de Can Flixé 213.1 msnm                                                             |                                                      | Can Pruna Vell                 | Modifica les dades a Wikidata |
|        | Can Puig               | Bigues i Riells del Fai | masia         |                                              | 41° 40′ 55″ N, 2° 13′ 16″ E / 41.6819°N,2.22124°E 286 msnm |                                                      | Can Puig (Bigues)              | Modifica les dades a Wikidata |
|        | Can Quimet             | Bigues i Riells del Fai | masia         |                                              | 41° 40′ 03″ N, 2° 13′ 09″ E / 41.66748667°N,2.21908528°E 200.8 msnm                                                                                                  |                                                      | Can Quimet (Bigues)            | Modifica les dades a Wikidata |
|        | Can Rector             | Riells del Fai          | masia         |                                              | 41° 41′ 33″ N, 2° 11′ 39″ E / 41.69259722°N,2.19420833°E 256.9 msnm                                                                                                  |                                                      | Can Rector (Riells del Fai)    | Modifica les dades a Wikidata |
|        | Can Regassol           | Bigues i Riells del Fai | masia         |                                              | 41° 39′ 23″ N, 2° 11′ 02″ E / 41.6563°N,2.18379°E 393 msnm |                                                      | Can Regassol (masia)           | Modifica les dades a Wikidata |
|        | Can Ribafort           | Bigues i Riells del Fai | masia         |                                              | 41° 40′ 03″ N, 2° 13′ 51″ E / 41.6676°N,2.23095°E ca:Marge superior de la Carretera de l'Ametlla a Bigues, abans d'arribar a la primera rotonda. 203 msnm            |                                                      | Can Ribafort                   | Modifica les dades a Wikidata |
|        | Can Ribes              | Bigues i Riells del Fai | masia         | Estil: arquitectura popular                  | 41° 39′ 52″ N, 2° 11′ 50″ E / 41.664369°N,2.197161°E ca:Sobre la Urbanització de la font Granada, al marge esquerre del Torrent de Can Ribes 393 msnm                | bé cultural d'interès local                          | Can Ribes (Bigues i Riells)    | Modifica les dades a Wikidata |
|        | Can Riera              | Bigues i Riells del Fai | masia         |                                              | 41° 41′ 14″ N, 2° 14′ 02″ E / 41.6873°N,2.23395°E 446.3 msnm |                                                      |                                | Modifica les dades a Wikidata |
|        | Can Roca               | Bigues i Riells del Fai | masia         | Estil: arquitectura popular                  | 41° 41′ 18″ N, 2° 13′ 27″ E / 41.68846111°N,2.22412778°E ca:Vall Roja, en el camí de Can Roca, sobre Can Tàpies. 367.3 msnm                                          | bé cultural d'interès local                          | Can Roca (Bigues)              | Modifica les dades a Wikidata |
|        | Can Rotxil             | Bigues i Riells del Fai | masia         |                                              | 41° 40′ 24″ N, 2° 14′ 02″ E / 41.6733°N,2.23386°E 259.5 msnm |                                                      | Can Rotxil                     | Modifica les dades a Wikidata |
|        | Can Roure              | Bigues i Riells del Fai | masia         |                                              | 41° 40′ 04″ N, 2° 12′ 42″ E / 41.6679°N,2.21154°E 222.5 msnm |                                                      | Can Roure (Bigues)             | Modifica les dades a Wikidata |
|        | Can Sapera             | Bigues i Riells del Fai | masia         | 19th century                                 | 41° 40′ 45″ N, 2° 12′ 30″ E / 41.67905833°N,2.20820556°E ca:Bigues. Nucli urbà. C. del Trull cantonada amb C. Sant Miquel 233 msnm                                   |                                                      | Can Sapera                     | Modifica les dades a Wikidata |
|        | Can Segimon            | Bigues i Riells del Fai | masia         |                                              | 41° 40′ 26″ N, 2° 12′ 23″ E / 41.67401389°N,2.206425°E 214 msnm |                                                      | Can Segimon (Bigues)           | Modifica les dades a Wikidata |
|        | Can Siurans            | Bigues i Riells del Fai | masia         |                                              | 41° 41′ 47″ N, 2° 14′ 04″ E / 41.6965°N,2.23456°E 511.4 msnm |                                                      | Can Siurans (Bigues)           | Modifica les dades a Wikidata |
|        | Can Taberner           | Bigues i Riells del Fai | masia         |                                              | 41° 39′ 55″ N, 2° 13′ 02″ E / 41.6654°N,2.21732°E 205.8 msnm |                                                      | Can Taberner                   | Modifica les dades a Wikidata |
|        | Can Tabola             | Bigues i Riells del Fai | masia         | Estil: arquitectura del Renaixement          | 41° 42′ 16″ N, 2° 12′ 30″ E / 41.70431111°N,2.20836667°E ca:Riells. Al marge esquerre del Torrent de Llòbrega, abans del pont del C. de Vallderrós 380 msnm          |                                                      | Can Tabola (Riells)            | Modifica les dades a Wikidata |
|        | Can Torroella          | Bigues i Riells del Fai | masia         |                                              | 41° 41′ 30″ N, 2° 13′ 13″ E / 41.6918°N,2.22035°E ca:Vall Roja, sota Can Canals 330 msnm                                                                             | bé cultural d'interès local                          | Can Torroella (Bigues)         | Modifica les dades a Wikidata |
|        | Can Traver             | Bigues i Riells del Fai | masia         | Estil: arquitectura popular                  | 41° 40′ 19″ N, 2° 12′ 19″ E / 41.67206389°N,2.20518056°E ca:Urb. de Can Traver 241 msnm                                                                              | bé integrant del patrimoni cultural català           |                                | Modifica les dades a Wikidata |
|        | Can Tàpies             | Bigues i Riells del Fai | masia         |                                              | 41° 41′ 16″ N, 2° 13′ 20″ E / 41.6878°N,2.22236°E ca:Vall Roja, en el camí de Can Roca, sobre Can Feliuà 339.2 msnm                                                  |                                                      | Can Tàpies (Bigues)            | Modifica les dades a Wikidata |
|        | Can Valls              | Bigues i Riells del Fai | masia         |                                              | 41° 40′ 15″ N, 2° 13′ 02″ E / 41.67096111°N,2.21710389°E 211.5 msnm                                                                                                  |                                                      | Can Valls (Bigues)             | Modifica les dades a Wikidata |
|        | Can Vedell             | Bigues i Riells del Fai | masia         | Estil: arquitectura popular                  | 41° 40′ 34″ N, 2° 12′ 52″ E / 41.676°N,2.21436°E ca:Bigues. Nucli urbà. C. de les Escoles, abans del pont. 237.6 msnm                                                | bé cultural d'interès local                          | Can Vedell (Bigues)            | Modifica les dades a Wikidata |
|        | Can Verdereny          | Bigues i Riells del Fai | masia         |                                              | 41° 42′ 05″ N, 2° 12′ 41″ E / 41.70130056°N,2.211275°E 405 msnm |                                                      |                                | Modifica les dades a Wikidata |
|        | Can Viaplana           | Bigues i Riells del Fai | masia edifici | Estil: arquitectura popular 17th century     | 41° 41′ 59″ N, 2° 11′ 54″ E / 41.69970556°N,2.19833611°E ca:Carretera BV-1483, km 1,2, Riells del Fai 311 msnm                                                       | bé cultural d'interès local                          | Viaplana (Riells del Fai)      | Modifica les dades a Wikidata |
|        | Can Vilanou            | Bigues i Riells del Fai | masia         |                                              | 41° 40′ 18″ N, 2° 12′ 57″ E / 41.67160833°N,2.21577222°E 211.6 msnm                                                                                                  |                                                      |                                | Modifica les dades a Wikidata |
|        | Can Vileu              | Bigues i Riells del Fai | masia         | Estat: ruïnós                                | 41° 41′ 36″ N, 2° 12′ 26″ E / 41.69346111°N,2.20727222°E 397 msnm |                                                      | Can Vileu                      | Modifica les dades a Wikidata |
|        | Can Viver              | Bigues i Riells del Fai | masia         | Estil: arquitectura popular                  | 41° 40′ 02″ N, 2° 11′ 35″ E / 41.667331°N,2.19316°E ca:Urb. de Can Carreres, al costat sud-oest de Can Carreres 393 msnm                                             | bé cultural d'interès local                          | Can Viver (Bigues)             | Modifica les dades a Wikidata |
|        | Can Xesc               | Bigues i Riells del Fai | masia         |                                              | 41° 41′ 41″ N, 2° 13′ 49″ E / 41.69478056°N,2.23016944°E ca:Vall Roja, abans d'arribar a Can Canals 400.7 msnm                                                       |                                                      |                                | Modifica les dades a Wikidata |
|        | Can Xifreda            | Bigues i Riells del Fai | masia         |                                              | 41° 40′ 53″ N, 2° 10′ 44″ E / 41.6814°N,2.17889444°E 396 msnm |                                                      | Can Xifreda (Riells del Fai)   | Modifica les dades a Wikidata |
|        | Casa del Priorat       | Bigues i Riells del Fai | masia         |                                              | 41° 42′ 58″ N, 2° 11′ 26″ E / 41.7160606034722°N,2.19062419320549°E                                                                                                  |                                                      |                                | Modifica les dades a Wikidata |
|        | Collfred               | Bigues i Riells del Fai | masia         |                                              | 41° 41′ 25″ N, 2° 13′ 44″ E / 41.69014°N,2.228921°E 418 msnm |                                                      | Collfred (Bigues)              | Modifica les dades a Wikidata |
|        | Torres de la Madella   | Bigues i Riells del Fai | masia         |                                              | 41° 42′ 24″ N, 2° 11′ 29″ E / 41.7067609841386°N,2.19128172705876°E                                                                                                  |                                                      |                                | Modifica les dades a Wikidata |
|        | Vil·la Carlota         | Bigues i Riells del Fai | masia         |                                              | 41° 40′ 13″ N, 2° 13′ 03″ E / 41.67018333°N,2.21754889°E 209.4 msnm                                                                                                  |                                                      |                                | Modifica les dades a Wikidata |
|        | Xalet Blau             | Bigues i Riells del Fai | masia         |                                              | 41° 41′ 30″ N, 2° 11′ 24″ E / 41.69179167°N,2.18988889°E Riells del Fai 281.4 msnm                                                                                   |                                                      |                                | Modifica les dades a Wikidata |
|        | can Batlles            | Bigues i Riells del Fai | masia         | 19th century                                 | 41° 42′ 05″ N, 2° 11′ 54″ E / 41.70150417°N,2.19846389°E ca:Al nord de Riells del Fai 322 msnm                                                                       | bé cultural d'interès local                          | Can Batlles                    | Modifica les dades a Wikidata |
|        | can Camp               | Bigues i Riells del Fai | masia         | Estil: arquitectura popular 17th century     | 41° 41′ 24″ N, 2° 11′ 51″ E / 41.6901°N,2.19737°E ca:Carretera BP-1432, km 22,1, al nord-oest de Bigues 256 msnm                                                     | bé cultural d'interès local                          | Can Camp (Riells del Fai)      | Modifica les dades a Wikidata |
|        | can Margarit           | Bigues i Riells del Fai | masia         | 16th century                                 | 41° 41′ 18″ N, 2° 12′ 14″ E / 41.68828333°N,2.20378889°E ca:Carretera BP-1432, km 22,6, Riells del Fai 253 msnm                                                      | bé cultural d'interès local                          | Can Margarit                   | Modifica les dades a Wikidata |
|        | can Mas de Dalt        | Bigues i Riells del Fai | masia         | 18th century                                 | 41° 41′ 25″ N, 2° 12′ 45″ E / 41.690311°N,2.21258°E ca:Pla de Can Torroella, més amunt de Can Prat de la Riba, sobre el Torrent del Quirze 282 msnm                  | bé cultural d'interès local                          | Can Mas de Dalt                | Modifica les dades a Wikidata |
|        | can Noguera            | Bigues i Riells del Fai | masia         | Estil: arquitectura popular 17th century     | 41° 40′ 54″ N, 2° 12′ 21″ E / 41.681745°N,2.205705°E ca:Carretera BP-1432, km 23,5, Bigues 229 msnm                                                                  | bé cultural d'interès local                          | Can Noguera (Bigues)           | Modifica les dades a Wikidata |
|        | can Quintanes          | Bigues i Riells del Fai | masia         | Estil: arquitectura popular 18th century     | 41° 42′ 03″ N, 2° 12′ 56″ E / 41.7008°N,2.21559°E ca:Al nord-est de Riells del Fai 429 msnm                                                                          | bé cultural d'interès local                          | Can Quintanes (Riells del Fai) | Modifica les dades a Wikidata |
|        | can Vermell            | Bigues i Riells del Fai | masia         | Estil: arquitectura popular 19th century     | 41° 40′ 53″ N, 2° 12′ 56″ E / 41.68145278°N,2.21561111°E ca:Veïnat de Vallroja i el Pla, Bigues 276 msnm                                                             | bé cultural d'interès local                          | Can Vermell (Bigues)           | Modifica les dades a Wikidata |
|        | el Flix                | Bigues i Riells del Fai | masia         |                                              | 41° 39′ 59″ N, 2° 13′ 02″ E / 41.66634444°N,2.21717333°E 202 msnm |                                                      | El Flix (Bigues)               | Modifica les dades a Wikidata |
|        | el Forn de Can Masponç | Bigues i Riells del Fai | masia         |                                              | 41° 40′ 03″ N, 2° 12′ 43″ E / 41.6675°N,2.21207°E 215 msnm |                                                      | El Forn de Can Masponç         | Modifica les dades a Wikidata |
|        | el Picardell           | Bigues i Riells del Fai | masia         |                                              | 41° 41′ 46″ N, 2° 11′ 49″ E / 41.6962°N,2.19696°E 294.1 msnm |                                                      |                                | Modifica les dades a Wikidata |
|        | el Pollancre           | Bigues i Riells del Fai | masia         |                                              | 41° 42′ 08″ N, 2° 14′ 16″ E / 41.7023°N,2.23773°E 736.5 msnm |                                                      |                                | Modifica les dades a Wikidata |
|        | el Prat de Baix        | Bigues i Riells del Fai | masia         |                                              | 41° 40′ 06″ N, 2° 09′ 50″ E / 41.6682°N,2.16401°E ca:Marge dret de la carretera de Caldes a Sant Feliu de Codines. B-143 415 msnm                                    | bé cultural d'interès local                          |                                | Modifica les dades a Wikidata |
|        | el Regassol            | Bigues i Riells del Fai | masia         |                                              | 41° 41′ 42″ N, 2° 11′ 48″ E / 41.69496667°N,2.196625°E 269.1 msnm |                                                      | El Regassol                    | Modifica les dades a Wikidata |
|        | el Rull                | Bigues i Riells del Fai | masia         | 20th century                                 | 41° 41′ 14″ N, 2° 13′ 00″ E / 41.68721944°N,2.21672167°E ca:El Pla, sobre el turó del Rull 345.3 msnm                                                                |                                                      | El Rull (Bigues i Riells)      | Modifica les dades a Wikidata |
|        | el Turonet             | Bigues i Riells del Fai | masia         |                                              | 41° 39′ 53″ N, 2° 09′ 57″ E / 41.6646792733021°N,2.16597133913335°E                                                                                                  |                                                      |                                | Modifica les dades a Wikidata |
|        | el Veïnat              | Bigues i Riells del Fai | masia         |                                              | 41° 40′ 48″ N, 2° 13′ 15″ E / 41.679978°N,2.220714°E 293 msnm |                                                      |                                | Modifica les dades a Wikidata |
|        | la Baliarda            | Bigues i Riells del Fai | masia         | 17th century                                 | 41° 40′ 22″ N, 2° 12′ 37″ E / 41.67278889°N,2.210325°E ca:El Rieral. Al final del Passeig de la Baliarda 209 msnm                                                    |                                                      | La Baliarda                    | Modifica les dades a Wikidata |
|        | la Casa del Mestre     | Bigues i Riells del Fai | masia         |                                              | 41° 39′ 32″ N, 2° 11′ 18″ E / 41.6587512147369°N,2.18842362065136°E                                                                                                  |                                                      |                                | Modifica les dades a Wikidata |
|        | la Figuera             | Bigues i Riells del Fai | masia         | 20th century                                 | 41° 40′ 14″ N, 2° 13′ 07″ E / 41.67064167°N,2.21849278°E ca:Marge superior de l'Av. Prat de la Riba, abans d'arribar a Can Pruna Vell 212.8 msnm                     |                                                      | La Figuera (Bigues)            | Modifica les dades a Wikidata |
|        | la Font de la Pineda   | Bigues i Riells del Fai | masia         |                                              | 41° 42′ 12″ N, 2° 11′ 27″ E / 41.70325556°N,2.19087222°E 281.5 msnm                                                                                                  |                                                      | La Font de la Pineda           | Modifica les dades a Wikidata |
|        | la Madella             | Bigues i Riells del Fai | masia         | Estil: arquitectura neoclàssica 17th century | 41° 42′ 19″ N, 2° 11′ 27″ E / 41.7053°N,2.19077°E ca:Riells. Al costat esquerre del riu Tenes, més amunt que la Font de la Pineda 298.3 msnm                         | bé cultural d'interès local                          | La Madella                     | Modifica les dades a Wikidata |
|        | la Pineda              | Bigues i Riells del Fai | masia         | Estil: arquitectura popular                  | 41° 42′ 05″ N, 2° 11′ 32″ E / 41.7014°N,2.19235°E ca:Riells. Camí de sorra al costat esquerre del Riu Tenes, després del molí de la Pineda 288.2 msnm                | bé cultural d'interès local                          | La Pineda (Bigues i Riells)    | Modifica les dades a Wikidata |
|        | la Torre               | Bigues i Riells del Fai | masia         | Estil: arquitectura gòtica 16th century      | 41° 40′ 31″ N, 2° 12′ 17″ E / 41.6753°N,2.20462°E ca:C. Camí de la Torre, passat el riu Tenes cap a la urbanització Els Manantials 233 msnm                          | bé cultural d'interès nacional bé d'interès cultural | La Torre (Bigues i Riells)     | Modifica les dades a Wikidata |
|        | la Violeta             | Bigues i Riells del Fai | masia         |                                              | 41° 41′ 59″ N, 2° 11′ 56″ E / 41.6998°N,2.19902°E 313 msnm |                                                      |                                | Modifica les dades a Wikidata |
|        | les Gomires            | Bigues i Riells del Fai | masia         |                                              | 41° 41′ 41″ N, 2° 12′ 36″ E / 41.69468611°N,2.210125°E 312 msnm |                                                      |                                | Modifica les dades a Wikidata |

## molí d'aigua
| imatge | Nom                | Ubicat a                               | instància de | Detalls                     | coordenades | Protecció                                  | Commons (més fotos)       | Dades a WD                    |
| ------ | ------------------ | -------------------------------------- | ------------ | --------------------------- | --- | ------------------------------------------ | ------------------------- | ----------------------------- |
|        | El Molí Sec        | Bigues i Riells del Fai                | molí d'aigua |                             | 41° 39′ 53″ N, 2° 12′ 58″ E / 41.66481389°N,2.21609444°E 210 msnm |                                            | El Molí Sec (Bigues)      | Modifica les dades a Wikidata |
|        | Molí d'en Barri    | Bigues i Riells del Fai                | molí d'aigua |                             | 41° 39′ 57″ N, 2° 13′ 25″ E / 41.66588333°N,2.22369722°E ca:Polígon industrial de Can Barri. C. dels Esqueis, a tocar del riu Tenes 196 msnm                              |                                            |                           | Modifica les dades a Wikidata |
|        | Molí de Can Camp   | Bigues i Riells del Fai                | molí d'aigua |                             | 41° 41′ 24″ N, 2° 11′ 56″ E / 41.68993611°N,2.19901111°E ca:Riells. Marge dret del riu Tenes, passat el pont de la Carretera de Bigues a Sant Feliu de Codines 248.5 msnm |                                            | Molí de Can Camp          | Modifica les dades a Wikidata |
|        | Molí de Regassol   | Riells del Fai Bigues i Riells del Fai | molí d'aigua | Estat: ruïnós               | 41° 41′ 36″ N, 2° 11′ 44″ E / 41.6933°N,2.19563°E 257.8 msnm |                                            | Molí de Regassol          | Modifica les dades a Wikidata |
|        | Molí de la Madella | Bigues i Riells del Fai                | molí d'aigua |                             | 41° 42′ 17″ N, 2° 11′ 29″ E / 41.704762°N,2.191253°E 298 msnm |                                            | Molí de la Madella        | Modifica les dades a Wikidata |
|        | Molí de la Pineda  | Bigues i Riells del Fai                | molí d'aigua | Estil: arquitectura popular | 41° 41′ 54″ N, 2° 11′ 35″ E / 41.69819722°N,2.19310556°E ca:Riells. Camí de la Font de la Pineda, just passat el pont. 270 msnm                                           | bé integrant del patrimoni cultural català | Molí de la Pineda         | Modifica les dades a Wikidata |
|        | Molí de la Torre   | Bigues i Riells del Fai                | molí d'aigua |                             | 41° 40′ 39″ N, 2° 12′ 25″ E / 41.6774°N,2.20708°E 220 msnm |                                            | Molí de la Torre (Bigues) | Modifica les dades a Wikidata |
|        | el Molinet         | Bigues i Riells del Fai                | molí d'aigua |                             | 41° 40′ 39″ N, 2° 12′ 25″ E / 41.6775513447961°N,2.20682136708279°E |                                            |                           | Modifica les dades a Wikidata |

## muntanya
| imatge | Nom                    | Ubicat a                                                        | instància de | Detalls | coordenades                                                                        | Protecció | Commons (més fotos)           | Dades a WD                    |
| ------ | ---------------------- | --------------------------------------------------------------- | ------------ | ------- | ---------------------------------------------------------------------------------- | --------- | ----------------------------- | ----------------------------- |
|        | Castell de Montbui     | Bigues i Riells del Fai                                         | muntanya     |         | 41° 39′ 51″ N, 2° 10′ 37″ E / 41.66403889°N,2.17698889°E 543.2 msnm                |           | Castell de Montbui (muntanya) | Modifica les dades a Wikidata |
|        | Costa Alta             | Bigues i Riells del Fai                                         | muntanya     |         | 41° 40′ 58″ N, 2° 12′ 02″ E / 41.68267778°N,2.20059583°E 448 msnm                  |           | Costa Alta (Bigues)           | Modifica les dades a Wikidata |
|        | Puiggraciós            | el Figaró-Montmany Bigues i Riells del Fai l'Ametlla del Vallès | muntanya     |         | 41° 42′ 10″ N, 2° 14′ 28″ E / 41.7026698984°N,2.24118699931°E 808 msnm             |           | Puiggraciós                   | Modifica les dades a Wikidata |
|        | Roca Alta              | Bigues i Riells del Fai                                         | muntanya     |         | 41° 41′ 44″ N, 2° 11′ 20″ E / 41.6956°N,2.18882°E Riells del Fai 383.4 msnm        |           | Roca Alta (Riells del Fai)    | Modifica les dades a Wikidata |
|        | Roca Rodona            | Bigues i Riells del Fai                                         | muntanya     |         | 41° 42′ 00″ N, 2° 11′ 19″ E / 41.69993333°N,2.18868889°E Riells del Fai 364.2 msnm |           | Roca Rodona (Riells del Fai)  | Modifica les dades a Wikidata |
|        | Roca Roja              | Bigues i Riells del Fai                                         | muntanya     |         | 41° 42′ 16″ N, 2° 11′ 54″ E / 41.70454444°N,2.19820278°E                           |           |                               | Modifica les dades a Wikidata |
|        | Roca de Belloter       | Bigues i Riells del Fai                                         | muntanya     |         | 41° 41′ 46″ N, 2° 11′ 19″ E / 41.69598056°N,2.18858611°E Riells del Fai 389.2 msnm |           | Roca de Belloter              | Modifica les dades a Wikidata |
|        | Turó Roig              | Bigues i Riells del Fai                                         | muntanya     |         | 41° 42′ 09″ N, 2° 13′ 22″ E / 41.70255361°N,2.22273611°E 551 msnm                  |           | Turó Roig                     | Modifica les dades a Wikidata |
|        | Turó d'en Rossic       | Bigues i Riells del Fai                                         | muntanya     |         | 41° 40′ 56″ N, 2° 10′ 48″ E / 41.6821°N,2.17993°E 432 msnm                         |           | Turó d'en Rossic              | Modifica les dades a Wikidata |
|        | Turó d'en Vileu        | Bigues i Riells del Fai                                         | muntanya     |         | 41° 41′ 33″ N, 2° 12′ 36″ E / 41.6926°N,2.21008°E 317.5 msnm                       |           |                               | Modifica les dades a Wikidata |
|        | Turó d'en Xifreda      | Bigues i Riells del Fai                                         | muntanya     |         | 41° 40′ 56″ N, 2° 10′ 39″ E / 41.6821°N,2.17757°E 419.5 msnm                       |           | Turó d'en Xifreda             | Modifica les dades a Wikidata |
|        | Turó de Can Garriga    | Bigues i Riells del Fai                                         | muntanya     |         | 41° 40′ 53″ N, 2° 11′ 12″ E / 41.6815°N,2.18659°E 411.5 msnm                       |           | Turó de Can Garriga           | Modifica les dades a Wikidata |
|        | Turó de l'Arbocer      | Bigues i Riells del Fai                                         | muntanya     |         | 41° 41′ 30″ N, 2° 14′ 12″ E / 41.6917°N,2.23657°E 578.5 msnm                       |           |                               | Modifica les dades a Wikidata |
|        | Turó de la Calcina     | Bigues i Riells del Fai                                         | muntanya     |         | 41° 40′ 09″ N, 2° 12′ 00″ E / 41.6692°N,2.20005°E 328.3 msnm                       |           | Turó de la Calcina            | Modifica les dades a Wikidata |
|        | Turó de les Onze Hores | Riells del Fai                                                  | muntanya     |         | 41° 42′ 17″ N, 2° 12′ 49″ E / 41.70471111°N,2.21365278°E 666.2 msnm                |           | Turó de les Onze Hores        | Modifica les dades a Wikidata |
|        | Turó del Camp Gran     | Bigues i Riells del Fai                                         | muntanya     |         | 41° 40′ 46″ N, 2° 10′ 31″ E / 41.679534°N,2.175189°E 457.1 msnm                    |           | Turó del Camp Gran            | Modifica les dades a Wikidata |
|        | Turó del Rull          | Bigues i Riells del Fai                                         | muntanya     |         | 41° 41′ 07″ N, 2° 12′ 46″ E / 41.6854°N,2.21264°E 319.1 msnm                       |           |                               | Modifica les dades a Wikidata |
|        | Turó dels Tres Termes  | Bigues i Riells del Fai                                         | muntanya     |         | 41° 41′ 09″ N, 2° 11′ 45″ E / 41.68579806°N,2.19573056°E 448 msnm                  |           | Turó dels Tres Termes         | Modifica les dades a Wikidata |
|        | el Paller del Boll     | Bigues i Riells del Fai                                         | muntanya     |         | 41° 42′ 24″ N, 2° 12′ 25″ E / 41.7066°N,2.20684°E                                  |           | El Paller del Boll            | Modifica les dades a Wikidata |

## nucli de població
| imatge | Nom                  | Ubicat a                               | instància de                                           | Detalls | coordenades                                                         | Protecció | Commons (més fotos)          | Dades a WD                    |
| ------ | -------------------- | -------------------------------------- | ------------------------------------------------------ | ------- | ------------------------------------------------------------------- | --------- | ---------------------------- | ----------------------------- |
|        | Bigues               | Bigues i Riells del Fai                | nucli de població ens local històric de Catalunya      |         | 41° 40′ 39″ N, 2° 13′ 18″ E / 41.67758889°N,2.22158611°E 308.7 msnm |           | Bigues (poble del Vallès)    | Modifica les dades a Wikidata |
|        | Can Castanyer        | Bigues i Riells del Fai Riells del Fai | nucli de població nucli d'entitat singular de població | 81 hab  | 41° 41′ 39″ N, 2° 12′ 11″ E / 41.69420278°N,2.20296111°E 300 msnm   |           | Can Castanyer (urbanització) | Modifica les dades a Wikidata |
|        | Vallderrós           | Bigues i Riells del Fai                | nucli de població                                      |         | 41° 41′ 46″ N, 2° 12′ 14″ E / 41.69621111°N,2.20391389°E 400 msnm   |           |                              | Modifica les dades a Wikidata |
|        | els Boscos de Riells | Bigues i Riells del Fai Riells del Fai | nucli de població nucli d'entitat singular de població | 193 hab | 41° 41′ 46″ N, 2° 12′ 14″ E / 41.69621111°N,2.20391389°E 401 msnm   |           |                              | Modifica les dades a Wikidata |

## pedrera
| imatge | Nom                  | Ubicat a                | instància de | Detalls | coordenades                                                         | Protecció | Commons (més fotos) | Dades a WD                    |
| ------ | -------------------- | ----------------------- | ------------ | ------- | ------------------------------------------------------------------- | --------- | ------------------- | ----------------------------- |
|        | Pedrera del Margarit | Bigues i Riells del Fai | pedrera      |         | 41° 41′ 26″ N, 2° 12′ 21″ E / 41.6906672150775°N,2.20574700352297°E |           |                     | Modifica les dades a Wikidata |
|        | Pedrera del Sauló    | Bigues i Riells del Fai | pedrera      |         | 41° 40′ 12″ N, 2° 10′ 02″ E / 41.6698864088015°N,2.167357663672°E   |           |                     | Modifica les dades a Wikidata |

## pont
| imatge | Nom                              | Ubicat a                | instància de | Detalls                                                           | coordenades | Protecció                                  | Commons (més fotos)    | Dades a WD                    |
| ------ | -------------------------------- | ----------------------- | ------------ | ----------------------------------------------------------------- | --- | ------------------------------------------ | ---------------------- | ----------------------------- |
|        | Pont Nou de la Fàbrica           | Bigues i Riells del Fai | pont         | 20th century Travessa: el Tenes Llarg: 60m Ample: 8.5m            | 41° 40′ 37″ N, 2° 12′ 28″ E / 41.676825°N,2.20772778°E 219.9 msnm                                                                              |                                            | Pont Nou de la Fàbrica | Modifica les dades a Wikidata |
|        | Pont de Can Camp                 | Bigues i Riells del Fai | pont         | 20th century Estat: malmès Llarg: 50m Ample: 5m                   | 41° 41′ 24″ N, 2° 11′ 59″ E / 41.69003611°N,2.19961111°E ca:En la Carretera de Bigues a Sant Feliu de Codines, creuant el riu Tenes 250.8 msnm |                                            | Pont de Can Camp       | Modifica les dades a Wikidata |
|        | Pont de Can Lledó                | Bigues i Riells del Fai | pont         | 20th century Estat: bon estat                                     | 41° 40′ 04″ N, 2° 12′ 11″ E / 41.66767°N,2.20303°E ca:Bigues. Torrent de Can Ribes                                                             |                                            |                        | Modifica les dades a Wikidata |
|        | Pont de Can Prat de Baix         | Bigues i Riells del Fai | pont         | Estat: bon estat                                                  | 41° 40′ 05″ N, 2° 09′ 57″ E / 41.66809°N,2.16577°E ca:Bigues. Torrent d' Aiguafreda                                                            |                                            |                        | Modifica les dades a Wikidata |
|        | Pont de Can Vedell               | Bigues i Riells del Fai | pont         | Estil: arquitectura popular 12nd century                          | 41° 40′ 34″ N, 2° 12′ 53″ E / 41.675992°N,2.214652°E ca:Bigues. Nucli urbà. Just després de Can Badell, creuant el Torrent de Can Badell       | bé integrant del patrimoni cultural català |                        | Modifica les dades a Wikidata |
|        | Pont de les Moles                | Bigues i Riells del Fai | pont         | 20th century Estat: malmès                                        | 41° 40′ 48″ N, 2° 12′ 28″ E / 41.6800445432965°N,2.20787206415427°E ca:Bigues. Just passat el nucli urbà de Bigues, abans del Camí del Pla     |                                            |                        | Modifica les dades a Wikidata |
|        | Pont del Molí                    | Bigues i Riells del Fai | pont         | 20th century Travessa: torrent de Llòbrega Llarg: 25m Ample: 8.5m | 41° 41′ 52″ N, 2° 11′ 34″ E / 41.697875°N,2.19269722°E 271 msnm                                                                                |                                            | Pont del Molí (Riells) | Modifica les dades a Wikidata |
|        | Pont del Xaragall de les Alzines | Bigues i Riells del Fai | pont         | 19th century Estat: malmès                                        | 41° 40′ 45″ N, 2° 10′ 44″ E / 41.67913°N,2.179°E ca:Camí de sorra des de la Carretera BP-1432, passat Can Xifreda.                             |                                            |                        | Modifica les dades a Wikidata |

## salt d'aigua
| imatge | Nom                        | Ubicat a                                   | instància de | Detalls | coordenades                                                       | Protecció | Commons (més fotos)                              | Dades a WD                    |
| ------ | -------------------------- | ------------------------------------------ | ------------ | ------- | ----------------------------------------------------------------- | --------- | ------------------------------------------------ | ----------------------------- |
|        | Salt d'aigua del Rossinyol | Sant Quirze Safaja Bigues i Riells del Fai | salt d'aigua |         | 41° 42′ 58″ N, 2° 11′ 24″ E / 41.716141°N,2.190098°E 360 460 msnm |           | Waterfall of El Rossinyol at Sant Miquel del Fai | Modifica les dades a Wikidata |
|        | Salt d'aigua del Tenes     | Bigues i Riells del Fai                    | salt d'aigua |         | 41° 42′ 54″ N, 2° 11′ 16″ E / 41.71511111°N,2.187825°E            |           | Waterfall of El Tenes at Sant Miquel del Fai     | Modifica les dades a Wikidata |
|        | Salt de la Núvia (Bigues)  | Bigues i Riells del Fai                    | salt d'aigua |         | 41° 40′ 48″ N, 2° 13′ 26″ E / 41.68005278°N,2.22391944°E 295 msnm |           |                                                  | Modifica les dades a Wikidata |

## serra
| imatge | Nom                     | Ubicat a                                                           | instància de                                        | Detalls                                     | coordenades                                                    | Protecció | Commons (més fotos)     | Dades a WD                    |
| ------ | ----------------------- | ------------------------------------------------------------------ | --------------------------------------------------- | ------------------------------------------- | -------------------------------------------------------------- | --------- | ----------------------- | ----------------------------- |
|        | Cingles de Bertí        | Sant Quirze Safaja Bigues i Riells del Fai Sant Martí de Centelles | serra àrea protegida Pla d'Espais d'Interès Natural | 1992 Llarg: 13.5km Superfície: 4230.36419ha | 41° 42′ 58″ N, 2° 11′ 25″ E / 41.7161°N,2.19038°E              |           | Cingles de Bertí        | Modifica les dades a Wikidata |
|        | Els Tripons             | Bigues i Riells del Fai                                            | serra                                               | Llarg: 0.5km                                | 41° 41′ 41″ N, 2° 12′ 59″ E / 41.6948°N,2.21642°E 378 msnm     |           | Els Tripons             | Modifica les dades a Wikidata |
|        | Serra de Can Tabola     | Bigues i Riells del Fai                                            | serra                                               | Llarg: 0.8km                                | 41° 42′ 13″ N, 2° 12′ 42″ E / 41.7037°N,2.21176°E 503 426 msnm |           | Serra de Can Tabola     | Modifica les dades a Wikidata |
|        | Serrat de Can Quintanes | Bigues i Riells del Fai                                            | serra                                               | Llarg: 1.5km                                | 41° 41′ 56″ N, 2° 13′ 14″ E / 41.698851°N,2.22057°E 551 msnm   |           | Serrat de Can Quintanes | Modifica les dades a Wikidata |
|        | Serrat de l'Estamp      | Bigues i Riells del Fai                                            | serra                                               | Llarg: 0.5km                                |                                                                |           |                         | Modifica les dades a Wikidata |
|        | Serrat de les Fargues   | Bigues i Riells del Fai                                            | serra                                               | Llarg: 0.6km                                | 41° 40′ 56″ N, 2° 10′ 59″ E / 41.682177°N,2.183048°E 431 msnm  |           | Serrat de les Fargues   | Modifica les dades a Wikidata |
|        | Serrat del Pollancre    | Bigues i Riells del Fai                                            | serra                                               | Llarg: 0.5km                                | 41° 42′ 10″ N, 2° 14′ 28″ E / 41.7028°N,2.24124°E              |           |                         | Modifica les dades a Wikidata |

## Misc
| imatge | Nom                                        | Ubicat a                                     | instància de                      | Detalls                                                                 | coordenades | Protecció                                            | Commons (més fotos)            | Dades a WD                    |
| ------ | ------------------------------------------ | -------------------------------------------- | --------------------------------- | ----------------------------------------------------------------------- | --- | ---------------------------------------------------- | ------------------------------ | ----------------------------- |
|        | Antic Ajuntament de Bigues                 | Bigues i Riells del Fai                      | casa consistorial                 | Estil: arquitectura eclèctica 1908                                      | 41° 40′ 44″ N, 2° 12′ 31″ E / 41.678878°N,2.208598°E ca:Bigues. Nucli urbà. Avinguda Prat de la Riba                     | bé integrant del patrimoni cultural català           | Ajuntament de Bigues           | Modifica les dades a Wikidata |
|        | Antiga Peixateria                          | Bigues i Riells del Fai                      | casa                              | Estil: noucentisme                                                      | 41° 40′ 32″ N, 2° 12′ 38″ E / 41.675648°N,2.210524°E                                                                     | bé integrant del patrimoni cultural català           |                                | Modifica les dades a Wikidata |
|        | Can Garriga Paleolítica                    | Bigues i Riells del Fai                      | jaciment arqueològic              |                                                                         | 41° 40′ 43″ N, 2° 10′ 59″ E / 41.678625°N,2.18307°E                                                                      | bé cultural d'interès local                          |                                | Modifica les dades a Wikidata |
|        | Carrer del Doctor Zamenhof, Riells del Fai | Riells del Fai                               | carrer objecte Zamenhof-Esperanto | Anomenat per: Ludwik Lejzer Zamenhof                                    | 41° 41′ 49″ N, 2° 12′ 07″ E / 41.696938°N,2.201868°E                                                                     |                                                      |                                | Modifica les dades a Wikidata |
|        | Castell de Montbui                         | Bigues i Riells del Fai                      | castell                           | Estil: arquitectura romànica arquitectura gòtica                        | 41° 39′ 50″ N, 2° 10′ 39″ E / 41.664°N,2.17746°E ca:Turó al capdamunt de la Urbanització del Castell de Montbui 541 msnm | bé d'interès cultural bé cultural d'interès nacional | Castell de Montbui             | Modifica les dades a Wikidata |
|        | Gorg d'en Manelet                          | Bigues i Riells del Fai                      | gorg                              |                                                                         | 41° 42′ 48″ N, 2° 11′ 22″ E / 41.71339167°N,2.18954444°E                                                                 |                                                      |                                | Modifica les dades a Wikidata |
|        | Grauet de l'Ullar                          | Sant Quirze Safaja Bigues i Riells del Fai   | grau                              |                                                                         | 41° 42′ 28″ N, 2° 12′ 24″ E / 41.70765556°N,2.20676667°E 500 msnm                                                        |                                                      | Grauet de l'Ullar              | Modifica les dades a Wikidata |
|        | Montbui                                    | Bigues i Riells del Fai                      | vèrtex geodèsic                   | Alt: 1.2m                                                               | 41° 39′ 50″ N, 2° 10′ 39″ E / 41.66398°N,2.177569°E 544.094 msnm                                                         |                                                      |                                | Modifica les dades a Wikidata |
|        | Polígon Industrial Can Barri               | Bigues i Riells del Fai                      | polígon industrial                |                                                                         | 41° 40′ 02″ N, 2° 13′ 26″ E / 41.667345°N,2.223871°E 196 msnm                                                            |                                                      | Polígon Industrial Can Barri   | Modifica les dades a Wikidata |
|        | central del Fai                            | Bigues i Riells del Fai                      | central hidroelèctrica            | 19th century                                                            | 41° 42′ 41″ N, 2° 11′ 19″ E / 41.7113°N,2.18874°E ca:Vall de Sant Miquel, Riells del Fai 325 msnm                        | bé integrant del patrimoni cultural català           | Central del Fai                | Modifica les dades a Wikidata |
|        | plataner de la Font de la Pineda           | Bigues i Riells del Fai                      | arbre singular                    | Taxon: plàtan (Platanus ×hispanica) Ample: 25m Alt: 22m Perímetre: 4.4m | 41° 42′ 12″ N, 2° 11′ 24″ E / 41.703222°N,2.190026°E font de la Pineda 278 msnm                                          | arbre monumental                                     | Plàtan de la Font de la Pineda | Modifica les dades a Wikidata |
|        | poblat ibèric de Puiggraciós               | Bigues i Riells del Fai l'Ametlla del Vallès | poblat ibèric                     | 3rd century BCE Superfície: 1.5ha                                       | 41° 42′ 12″ N, 2° 14′ 30″ E / 41.70326°N,2.24174°E Puiggraciós 795 msnm                                                  |                                                      | Poblat ibèric de Puiggraciós   | Modifica les dades a Wikidata |